# Deutscher Idealismus

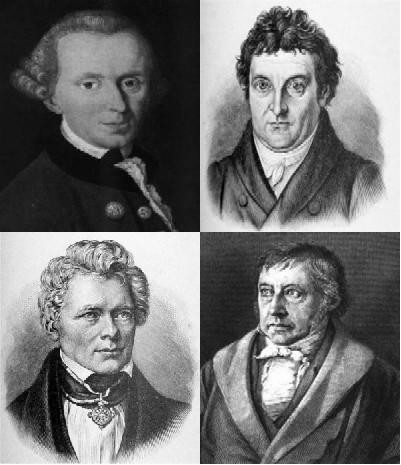
Philosophen des deutschen Idealismus: Kant, Fichte, Schelling, Hegel

Als Deutscher Idealismus wird die Epoche der deutschen Philosophie von Immanuel Kant bis zu Georg Wilhelm Friedrich Hegel und zum Spätwerk Friedrich Wilhelm Joseph Schellings bezeichnet. Als zeitliche Rahmendaten gelten meist das Erscheinen von Kants Kritik der reinen Vernunft (1781) und der Tod Hegels (1831). Der Deutsche Idealismus gilt vielfach als Blütezeit der deutschen Philosophie und wird hinsichtlich seiner philosophiegeschichtlichen Bedeutung mit der klassischen griechischen Philosophie verglichen. Alternativ zur Bezeichnung „Deutscher Idealismus“ wird daher diese Epoche oft auch als Klassische deutsche Philosophie bezeichnet.
Der Deutsche Idealismus war um die Wende des 18. zum 19. Jahrhundert in Deutschland die vorherrschende philosophische Strömung, die sich zur Aufgabe gesetzt hatte, in einem die verschiedenen philosophischen Sparten (Erkenntnistheorie, Logik, Naturphilosophie, Ethik, Staatslehre und Metaphysik) umfassenden Gesamtentwurf („System“) das Ganze der Welt auf „wissenschaftliche“ Weise erschöpfend zu erkennen und darzustellen.
In Auseinandersetzung mit den von Kant in der Kritik der reinen Vernunft aufgeworfenen Problemen entstand eine Fülle sich abwechselnder Systementwürfe, wobei die Werke von Johann Gottlieb Fichte, Hegel und Schelling eine zentrale Stellung einnehmen. Der Deutsche Idealismus stand mit der Dichtung der Weimarer Klassik und der Romantik in vielfältiger Wechselwirkung.

## Einführung

### Begriff
Der Terminus Deutscher Idealismus wurde von seinen Vertretern nicht verwendet. Er wurde erst in den 1840er Jahren von seinen materialistischen Gegnern eingeführt; in neutraler Bedeutung tauchte der Begriff erst ab den 1860er Jahren auf.
Der Begriff ist bis heute nicht unumstritten, da er die Vorstellung einer Einheitlichkeit oder eines Aufeinander-Folgens innerhalb dieser Denkbewegung in den Vordergrund stellt und dabei die Konflikte zwischen ihren Vertretern in den Hintergrund rückt. Zudem ist die Wortwahl „Deutscher Idealismus“ etwas irreführend, denn er war keine rein deutsche Erscheinung, sondern interagierte mit den Philosophien anderer nationaler Kulturen auf unterschiedlichste Weise.
Strittig ist auch die Stellung von Immanuel Kant und Friedrich Wilhelm Joseph Schelling innerhalb dieser Epoche. Die klassische Sicht von Richard Kroner begreift den Denker Kant als Anfang und Hegel als Ende und Höhepunkt dieser Bewegung. Für Nicolai Hartmann dagegen ist der Deutsche Idealismus eine „nachkantische“ Bewegung, die sich in einen Gegensatz zu Kant und seinem kritizistischen Ansatz setzt. Walter Schulz und Harald Holz betrachten, letztgenannter unter Einbeziehung des Neuplatonismus, schließlich nicht Hegel, sondern Schelling als Vollender des Deutschen Idealismus.
Bisweilen werden die vertretenen Varianten des Idealismus in einen kritischen und einen spekulativen Idealismus unterschieden. Zur ersteren Variante werden die Philosophien Kants, des frühen Fichte und frühen Schelling gezählt, zur letzteren die Spätphilosophien Fichtes und Schellings und die gesamte Philosophie Hegels.

### Merkmale
Die Hauptmerkmale des Deutschen Idealismus sind die Thesen der Existenz geistiger Entitäten (Wesenheiten), einer von den Vorstellungen denkender Subjekte nicht unabhängig existierenden Außenwelt und die am Menschenbild verdeutlichte Überzeugung von der Begründbarkeit des menschlichen Handelns aus Vernunftprinzipien. Die für diese Philosophie charakteristische Textform ist die große, systematisch aufgebaute Lehrdarstellung, die den Inhalt nach einem einheitlichen Prinzip deduktiv (Schluss vom Allgemeinen auf das Besondere) entwickelt. Diese Darstellungen zeichnen sich durch eine hohe Dichte und Genauigkeit aus. Sie zählen nicht nur zu den gehaltvollsten und einflussreichsten Schriften der Philosophiegeschichte, sondern auch zu den am schwersten zugänglichen. Viele davon wurden bis heute nicht vollständig aufgearbeitet.

### Die Philosophie Kants als Ausgangspunkt
Die Philosophie Kants ist der Anknüpfungspunkt für die Philosophie des Deutschen Idealismus. Grundsätzlich wird anerkannt, dass das folgende Prinzip der kantischen Philosophie den Prinzipien aller vorkantischen Philosophie überlegen ist: Alles Wissen auf dem Wege der transzendentalen Reflexion (vertieftes Nachdenken) ist in der Einheit des Ichbewusstseins verankert (transzendentale Apperzeption). Kant hatte jedoch offene Probleme bezüglich des Verhältnisses von Anschauung und Denken, theoretischer und praktischer Vernunft, Subjekt und Objekt hinterlassen, die der Deutsche Idealismus zu überwinden trachtete.
Kant hatte in der Kritik der reinen Vernunft Anschauung und Denken als die zwei Stämme der Erkenntnis angegeben. Die Frage nach ihrer gemeinsamen Wurzel wurde von ihm offengelassen. Die theoretische Vernunft blieb auf den Bereich möglicher Erfahrung und bloßer Erscheinung beschränkt. Metaphysik als Wissenschaft war demzufolge nicht möglich. Die theoretische Vernunft konnte dem Handeln keinerlei Normen geben und die unbedingte Verbindlichkeit des sittlichen Sollens nicht begründen. Das Sittengesetz wurde alleine in der praktischen Vernunft verankert. Deren „Postulate“ (Freiheit des Willens, Unsterblichkeit der Seele, Existenz Gottes) wurden bei Kant zwar als Voraussetzung sittlichen Handelns gedacht, konnten aber das theoretische Wissen nicht erweitern. So fielen beide Bereiche auseinander, obwohl es sich doch um ein und dieselbe Vernunft – in ihrer theoretischen und praktischen Funktion – handeln sollte.
Die zentrale Hinterlassenschaft Kants war das ungeklärte Verhältnis von Subjekt und Objekt. Kants „kopernikanische“ Einsicht war, dass nicht unsere Erkenntnis sich nach den Gegenständen, sondern umgekehrt die Gegenstände sich nach der Erkenntnis richten. Zugleich aber hielt er daran fest, dass die menschliche Erkenntnis kein produktives, sondern ein rezeptives Vermögen sei – affiziert von einem unerkennbaren „Ding an sich“.

## Fragestellungen

### Erkenntnis und Wissen

#### Kant
Kants Theorie der Erkenntnis knüpft an den britischen Empirismus, den kontinentalen Rationalismus und sensualistisch-materialistische Theorien der französischen Aufklärung an. Sein Ausgangspunkt ist die praktische Frage der Aufklärung, wie sich die Menschen aus ihrer „beinahe zur Natur gewordenen Unmündigkeit herausarbeiten“ können. Kant konzentriert sich zunächst auf eine Kritik der reinen Vernunft, die zu einer Erneuerung der Erkenntnistheorie führt und auch zur Veränderung der allgemeinen intellektuellen Kultur beiträgt.
Sein vorrangiges Interesse gilt dem Zusammenhang von Sinnlichkeit und Verstand als den beiden komplementären „Säulen“ des menschlichen Erkenntnisvermögens. Seine zentrale Fragestellung ist, wie apriorische (vor der Erfahrung) Erkenntnis und objektives Wissen bzw. „synthetische Sätze a priori“ möglich sind. Die dabei von Kant neu in die erkenntnistheoretische Debatte eingeführten Elemente sind vor allem:
1. Die Theorie von Raum und Zeit als notwendige Formen der Anschauung. Raum und Zeit sind hinsichtlich aller möglichen Gegenstände der Sinne objektiv gültig und haben empirische Realität; sie „hängen“ aber nicht an den Dingen an sich, sondern sind Zuschreibungen erkennender Subjekte.
2. Die transzendentale Deduktion der Kategorien als Bedingungen der Möglichkeit der Erfahrung.
3. Die Theorie der transzendentalen Apperzeption. Das „Ich denke“ begleitet all unsere Vorstellungen und stellt die Bedingung der Möglichkeit der Einheit des Selbstbewusstseins dar.
4. Die Lehre vom Schematismus, in der das Verhältnis zwischen Kategorien, reinen Anschauungen und in der Anschauung gegebenen Sinnesdaten bestimmt wird.
5. Die Theorie von den Ideen der Vernunft, die eine regulative Funktion haben, obwohl sie die Grenzen der Erfahrung überschreiten (Gott, Freiheit und Unsterblichkeit).

#### Fichte
Fichtes Programm ist die Befreiung „von den Fesseln der Dinge an sich“ und die Auflösung von Kants Dualität (Zweiheit) von Denken und objektiver Welt. Dazu arbeitet er – inspiriert von Kant und Carl Leonhard Reinhold – in verschiedenen Varianten von 1794 bis 1813 in seiner Wissenschaftslehre einen Systemansatz aus, in dem er eine monistische, subjekt-zentrierte Konzeption des Wissens entwickelt. Fichte sieht seine Wissenschaftslehre selbst in der Kantischen Tradition.
Während jedoch bei Kant die Dinge, wie sie an sich selbst sind, eine subjektunabhängige Erkenntnisquelle darstellen und als Ursache des Anschauungsmaterials angenommen werden, lässt Fichte die Vernunft aus sich selbst und frei von äußerer Determination sich selbst und ihre Objekte „setzen“.
Der Grund aller Erfahrung muss für Fichte „notwendig außer aller Erfahrung“ sein. Dies ist für ihn das erkennende Ich, das sich selbst und frei von äußerer Determination zugleich seine Objekte, das Nicht-Ich, „setzt“. Fichte sieht zwei Erklärungssysteme in Konkurrenz zueinander: den Idealismus und den Dogmatismus. Während der Dogmatismus zugunsten des Dings an sich von der Intelligenz abstrahiert, abstrahiert der Idealismus, dem Fichtes Wissenschaftslehre folgt, im Interesse der Rettung der Freiheit der Intelligenz von den realen Gegenständen. Das Ding an sich ist so für Fichte „eine bloße Erdichtung und hat gar keine Realität“. Fichte führt dagegen ein „Ich an sich“ als Grundlage aller Erfahrung ein. Der Unterschied zwischen dem Apriori und dem Aposteriori entfällt so für Fichte. Am Nicht-Ich hat das Ich eine selbstgesetzte Grenze, die es überschreitet, sobald es das, was nicht Ich ist, als Produkt des eigenen Handelns begreift.

#### Schelling
Schelling befasste sich mit erkenntnistheoretischen Themen bis zu seinem großen System des transzendentalen Idealismus (1800) vor allem in seinen Schriften zur Naturphilosophie. Sein Denken kreiste bis dahin immer wieder um das Problem, wie die Kantische Transzendentalphilosophie so erweitert werden kann, dass sie ihre Nähe zur erfahrbaren Welt behält und die Natur in ihrer eigenen Wirklichkeit erfasst. Im Vordergrund steht dabei das Realismus-Problem, wie eine objektive Welt „für uns wirklich geworden, wie jenes System und jener Zusammenhang der Erscheinungen den Weg zu unserm Geiste gefunden, und wie sie in unsern Vorstellungen die Notwendigkeit erlangt haben, mit welcher sie zu denken wir schlechthin genötigt sind“. Schellings Antwort ist die These der Identität von Geist und Natur, des „Parallelismus der Natur mit dem Intelligenten“. Mit seinem im Jahre 1800 erschienenen Werk System des transzendentalen Idealismus transformiert Schelling seine Transzendental- zur Identitätsphilosophie. Das „Wissen um das Absolute und das Absolute selbst“ sind eins, zu dem man mit Hilfe des „Organs“ der „intellektuellen Anschauung“ gelangt. Dieses Wissen wird von Schelling zunehmend historisch-genetisch begründet. Er fordert dazu auf, „das Vergangene selbst zum Gegenstand der Wissenschaft zu machen“. Das Wissen um das Absolute ist „Offenbarung des Urwissens“, die „notwendig eine historische Seite“ hat.

#### Hegel
Die größte Nähe zu einer „Erkenntnistheorie“ erreicht Hegel in seiner Phänomenologie des Geistes (1807). In ihr verwirft er die These Kants von der Unerreichbarkeit des Dings an sich. Er entwickelt eine Prozesstheorie der Geschichte der Vernunft und des Absoluten, die er als Selbstentfaltung der Idee versteht. Diese ist der letzte Grund der Einheit von Erkennen, Wissen und Wirklichkeit.
Hegel zeigt den Weg des „natürlichen Bewusstseins“ auf, der zur Einheit von Gegenstand- und Selbstbewusstsein und damit zum „absoluten Wissen“ führt. In ihm ist die Trennung von Subjekt und Objekt aufgehoben. Die verschiedenen individuellen Formen des Bewusstseins haben für Hegel auch geschichtliche Entsprechungen. Das Bewusstsein entwickelt sich dabei in „bestimmter Negation“ von einer Stufe zur nächsten: von der „sinnlichen Gewissheit“ und dem mit ihr verbundenen bloßen „Meinen“ über die (täuschende) Wahrnehmung und das Selbstbewusstsein zur Vernunft und zum Geist (Sittlichkeit, Bildung und Moralität), zu Religion und Kunst sowie schließlich zum absoluten Wissen, die Philosophie. Sie ist als „Phänomenologie“ des gesamten Bewusstseinsprozesses die „Wissenschaft der Erfahrung des Bewusstseins“ bzw. „Wissenschaft des erscheinenden Wissens“.

### Die Vernunft und das Absolute
Zu den wesentlichen Problemstellungen des Deutschen Idealismus gehören die Fragen nach dem Wesen und der Leistungsfähigkeit der menschlichen Vernunft und ihrem Verhältnis zum Absoluten. Auf diesem Felde zeigt sich besonders deutlich die Wende von einem kritischen zu einem spekulativen Idealismus.
Der Deutsche Idealismus unterscheidet die beiden Erkenntnisvermögen Vernunft und Verstand. Während unter „Verstand“ ein diskursives und auf die sinnlichen Erscheinungen bezogenes Vermögen verstanden wird, wird die „Vernunft“ als das Erkenntnisvermögen betrachtet, das sich auf die Totalität des Denkbaren und Erkennbaren bezieht, was häufig mit dem Begriff des „Absoluten“ gleichgesetzt wird. Die Aufgabe der Philosophie wird dabei oftmals als Selbsterkenntnis der Vernunft verstanden und diese mit dem Absoluten selbst identifiziert.

#### Kant

##### Das Einheitsprinzip aller Erfahrungen
Das Grundanliegen Kants war die Rechtfertigung synthetischer Urteile a priori. Für ihn stammen diese in der Mathematik aus der reinen Anschauung von Raum und Zeit, die selber ihren Ursprung nicht in der Erfahrung hat, sondern diese erst ermöglicht. Erfahrung beruht auf einer synthetischen Einheit der Erscheinungen. Diese wird durch die Kategorien hergestellt und ist letztlich im Selbstbewusstsein gegründet, das Kant das „Ich denke“ bzw. „transzendentale Apperzeption“ nennt.

##### Vernunft und Ideen
Kant bestimmt in seiner Kritik der reinen Vernunft die Vernunft als ein „Vermögen der Prinzipien“, während er den Verstand als ein „Vermögen von Regeln“ betrachtet (B 356). Der Verstand hat die Aufgabe, eine „Einheit der Erscheinungen“ (B 359) herzustellen und ist insofern Bedingung der Möglichkeit von Erfahrung überhaupt. Aufgabe der Vernunft ist es dagegen, eine „Einheit der Verstandesregeln“ zu schaffen. Sie ist insofern nicht auf Erfahrungsgegenstände bezogen und daher nicht zu synthetischen Urteilen a priori in der Lage. Die letzten Einheitsprinzipien stellen das Unbedingte bzw. die „transzendentalen Ideen“ dar:
- Seele: „die absolute (unbedingte) Einheit des denkenden Subjekts“
- Welt: „die absolute Einheit der Reihe der Bedingungen der Erscheinung“
- Gott: „die absolute Einheit der Bedingung aller Gegenstände des Denkens überhaupt“ (B 391)

Die transzendentalen Ideen, denen Kant zwar das Attribut „absolut“ zuschreibt, von ihnen nicht aber als „das Absolute“ spricht, haben für ihn keine konstitutive, sondern nur eine regulative Bedeutung. Sie sollen die vielfältigen Verstandesoperationen auf drei letzte übergeordnete Einheitspunkte ausrichten. Sie sind zu verstehen als ein „Schema, dem direkt kein Gegenstand, auch nicht einmal hypothetisch zugegeben wird, sondern welches nur dazu dient, um andere Gegenstände, vermittelst der Beziehung auf diese Idee, nach ihrer systematischen Einheit, mithin indirekt uns vorzustellen“ (B 698). In diesem Sinne sind sie unverzichtbar für die größtmögliche Erweiterung der Erfahrungserkenntnis und stehen somit immer noch im Dienste des Verstandes. Der „Gegenstand“, auf den sie sich beziehen, ist allerdings kein „Gegenstand schlechthin“, sondern ein „Gegenstand in der Idee“ (B 698). Sie sind jenseits aller möglichen Erfahrung angesiedelt, weswegen prinzipiell keine positiven oder negativen ontologischen Aussagen über sie möglich sind.
Eine entscheidende Funktion nehmen die transzendentalen Ideen bei Kant allerdings für die praktische Vernunft ein. So stellt das Dasein Gottes letztlich die notwendige Bedingung der vom menschlichen Willen geforderten „Proportion“ von Sittlichkeit und Glückseligkeit dar und muss daher postuliert werden.

#### Fichte
Für Fichte stellt in den frühen Versionen seiner Wissenschaftslehre das Ich etwas Absolutes dar. Er beschreibt es als „Tathandlung“ und versteht darunter „die Urtätigkeit des Wissens im Selbstbezug des Sich-Wissens“, d. h., dass „das Ich sowohl (aktiv) als Handelndes agiert als auch (passiv) Produkt der Handlung ist“. Das Ich ist für ihn das erste Prinzip, das sich deswegen selbst begründet, weil nicht von ihm abstrahiert werden kann, ohne es zugleich vorauszusetzen. Zu ihm gelange man, wenn von allen zufälligen Bewusstseinsinhalten so lange Bestimmungen abgesondert werden, „bis dasjenige, was sich schlechthin nicht wegdenken und wovon sich weiter nichts absondern lässt, rein zurückbleibt“ (WL 92).
Die drei Grundsätze
Fichte versucht, aus diesem unhintergehbaren Prinzip drei erste Grundsätze abzuleiten. Als ersten, schlechthin unbedingten Grundsatz nimmt Fichte die Selbstidentität des Ichs an: „Ich bin schlechthin, weil ich bin“. Fichte kommt zu diesem Grundsatz bei der Betrachtung des logischen Axioms „{\displaystyle A=A}“. Dieses kann letztlich nur durch das Wissen des Ich um seine eigene Identität verstanden werden. Das Ich konstituiert sich durch die sogenannte „Tathandlung“. Es ist in dem Sinne absolut, dass es Ursache seiner selbst ist: „Das Ich setzt ursprünglich schlechthin sein eigenes Seyn“ (WL 98).
Fichtes zweiter Grundsatz geht ebenfalls von einem logischen Axiom aus: {\displaystyle \neg A\neq A}. Diesem Satz liegt die Einsicht zugrunde, dass das Ich immer schon einem Nicht-Ich entgegensetzt ist.
Der dritte Grundsatz soll eine Vermittlung zwischen den ersten beiden Sätzen leisten. Diese Vermittlung ist nach Fichte deshalb erforderlich, weil auch der Satz der Entgegensetzung durch das Ich gesetzt ist, so dass Ich und Nicht-Ich gleichermaßen im Ich gesetzt sind. Dieser Widerspruch könne nur dadurch gelöst werden, dass Ich und Nicht-Ich einander einschränkten, was nur durch Annahme eines jeweils teilbaren Ich und Nicht-Ich möglich sei: „Ich setze im Ich dem theilbaren Ich ein theilbares Nicht-Ich entgegen“ (WL 110), die aber beide nur „Accidenzen“ des absoluten Ich darstellen.

#### Schelling
Schelling setzt dem „subjektiven“ Idealismus Fichtes, der das Ich in den Mittelpunkt seines – von Schelling so genannten –„Reflexionssystems“ gerückt hatte, einen „objektiven“ Idealismus entgegen.
Den Ausgangspunkt bildet seine Naturphilosophie, in der er in der Natur „objektiv“ vernünftige Strukturen aufweisen will. Fichte hatte die Natur bloß als eine Summe von Empfindungen betrachtet, die immer auf das Ich bezogen werden. Schelling will Ich und Natur, Subjekt und Objekt als zwei gleichwertige Pole retten.
Die Natur ist für Schelling nicht die Summe von Dingen oder Gegenständen, sondern das Prinzip der Objektivität in unserem Vorstellen und Denken. In Anlehnung an Baruch de Spinoza unterscheidet er zwischen „natura naturata“ und „natura naturans“ – der Natur als Produkt und als Produktivität. In seinem System des transzendentalen Idealismus entwickelt er die Theorie von der Komplementarität von Natur und Geist. Er erklärt Natur- und Transzendentalphilosophie zu zwei gleichwertigen und gleich ursprünglichen Grundwissenschaften der Philosophie.
Schelling versucht die beiden Aspekte seines Ansatzes zu einem „absoluten Identitätssystem“ zusammenzufassen. Der Differenz von Subjekt und Objekt gehe eine „absolute Identität“, eine „totale Indifferenz des Subjektiven und Objektiven“ (SW IV 114) als Bedingung voraus. Diese ist für ihn in der „absoluten Vernunft“ gegeben.
Die absolute Vernunft ist für Schelling weder Subjekt noch Objekt; er bezeichnet sie auch als „Identität der Identität“. Sie wird von ihm nicht nur in einem epistemologischen Sinne als absolut gesetzt, sondern auch in einem ontologischen Sinne als „das Absolute“ betrachtet: „Alles, was ist, ist die absolute Identität selbst“ (SW IV 119).
Im Unterschied zum reflektierenden Verstand ist die absolute Vernunft die „absolute Erkenntnisart“. Sie ermöglicht in der intellektuellen Anschauung das Allgemeine im Besonderen bzw. das Unendliche im Endlichen „zur lebendigen Einheit vereinigt zu sehen“ (SW IV 361f.).

#### Hegel
Hegel erkennt Schellings Grundeinsicht an, dass das Absolute nicht bloße Subjektivität sein könne. Er kritisiert aber sein Verständnis des Absoluten als bloße Identität: aus einem solchen Begriff des Absoluten könne nichts Konkretes folgen: es sei die „Nacht“, in der „alle Kühe schwarz sind“, die „Naivität der Leere an Erkenntnis“ (PG 22). Wenn das Absolute nichts als reine Identität vor aller Differenz ist, dann kann aus derart absoluter Identität keinerlei Differenz hervorgehen: sie wird zur „Nacht“, in der nichts mehr unterscheidbar ist.
Hegel definiert stattdessen das Absolute als „Identität der Identität und der Nichtidentität“ (Differenz des Fichteschen und Schellingschen Systems 96). Das bedeutet, dass das Absolute als Identität begriffen werden muss, welche die Nichtidentität des Anderen schon in sich umfasst und aus sich heraus setzt, um im Anderen und durch Aufhebung des Anderen sich zu vollerer Wirklichkeit ihrer selbst zu „vermitteln“.
Für Hegel kann das Absolute nicht durch intellektuelle Anschauung erkannt werden wie dies bei Fichte und Schelling angenommen wurde. Ebenso lehnt er jede Unmittelbarkeit mystischer oder religiöser Art ab. Hegel setzt dagegen die „Anstrengung des Begriffs“ (PG 56). Diese führt zu einer Erfassung der Wirklichkeit in einem System, in dem letztlich nur die „Wahrheit“ erkannt werden kann (PG 14); denn „das Wahre ist das Ganze“ (PG 24).
Zur Gewinnung eines wissenschaftlichen Standpunkts, von dem aus eine Erkenntnis des Absoluten möglich ist, muss für Hegel erst ein Weg gegangen werden. Dieser ist dem Standpunkt selbst nicht äußerlich, sondern geht in diesen als wesentliches Moment ein. Nicht das isolierte Resultat des Vermittlungsprozesses ist „das wirkliche Ganze, sondern es zusammen mit seinem Werden“ (PG 13).
Der Weg zum „absoluten Wissen“ ist für Hegel dabei identisch mit dem Begreifen des Absoluten. Indem wir es erkennen, erkennt dieses sich selbst. Hegel versteht das Absolute daher als „Subjekt“, nicht als starre Substanz wie Spinoza, gegen den er sich dabei richtet. Es ist „lebendig“ und wesentlich durch die Momente der Entwicklung und Vermittlung gekennzeichnet:

„Die lebendige Substanz ist ferner das Sein, welches in Wahrheit Subjekt oder, was dasselbe heißt, welches in Wahrheit wirklich ist, nur insofern sie die Bewegung des Sichselbstsetzens oder die Vermittlung des Sichanderswerdens mit sich selbst ist.“

### Natur
Die insbesondere durch Schelling und Hegel geprägte Naturphilosophie des Deutschen Idealismus stellte den Versuch einer einheitlichen Deutung von Materie und Geist, Natur und Geschichte dar. Ihr gemeinsames Anliegen ist es, das von René Descartes und Galileo Galilei entwickelte mechanistische Paradigma zugunsten einer organizistischen Auffassung der Wirklichkeit zu überwinden, wobei auch dem bewussten Erkenntnis-Subjekt eine konstitutive Rolle zukommen sollte.
Als Folge der objektivierenden Methode der modernen Wissenschaft war es zu einer Fragmentierung des naturwissenschaftlichen Weltbildes gekommen. Schelling und Hegel wollen diese dadurch überwinden, dass sie die von der empirischen Forschung aufgedeckten Phänomene einheitlich als strukturelle Momente der Selbstorganisation des Lebens in seinen verschiedenen Formen deuten. Ihr Anliegen ist es, gegen die dualistische und objektivierende Auffassung der modernen Wissenschaft, das „lebendige Moment der organischen Einheit des Ganzen“, die „Präsenz der Vernunft innerhalb der Natur“ und deren „nur relatives ‚Anderssein‘ gegenüber dem Bewusstsein“, das heißt das „gemeinsame Schicksal von Natur und Mensch“ hervorzuheben.
Den Hintergrund der idealistischen Naturphilosophien bilden zeitgenössische epistemologische Debatten über die Entwicklung lebendiger Organismen, die die Komplexität von Naturprozessen aufdecken.

#### Kant
In den Metaphysischen Anfangsgründen der Naturwissenschaft postuliert Kant eine „Naturwissenschaft a priori“. Untersuchungen der Natur können sich nach Kant auf die äußere oder innere Natur beziehen und sind dann Körper- oder Seelenlehre. Wissenschaft kann man sie nach Kant aber nur nennen, „wenn die Naturgesetze, die in ihr zum Grunde liegen, a priori erkannt werden und nicht blosse Erfahrungsgesetze sind“. Das entscheidende Merkmal einer solchen transzendentalen Naturwissenschaft ist für Kant, dass sie mit bloßen mathematischen Begriffen operiert. In jeder Naturlehre ist nur so viel eigentliche Wissenschaft enthalten, als Mathematik in ihr angewandt werden kann. Die klassische naturwissenschaftliche Disziplin ist für ihn die Mechanik, da er sie als apriorische Disziplin versteht. Den empirischen Naturwissenschaften erkennt er zwar ein eigenes Gebiet zu, sie könne aber für ihn nicht den Status einer Wissenschaft für sich beanspruchen.
Kant leitet daraus ab, dass die empirischen Naturwissenschaften nicht als wahre Wissenschaft bezeichnet werden können. Dies gilt für ihn insbesondere für die Chemie, die er als „systematische Kunst oder Experimentallehre“ versteht, und die empirische Psychologie, auf deren Gegenstand, die Gesetzmäßigkeiten der Phänomene des inneren Sinnes, „die Mathematik nicht anwendbar ist“.
In der Kritik der Urteilskraft anerkennt Kant selbst die Grenzen dieses früheren Begriffs von Naturwissenschaft und stellt fest, „daß wir die organisirten Wesen und deren innere Möglichkeit nach bloß mechanischen Principien der Natur nicht einmal zureichend kennen lernen, viel weniger uns erklären können“ Kant führt hier den Begriff des Naturzwecks ein, der von grundlegender Bedeutung für die Entwicklung der Naturphilosophie Schellings und Hegels wird. Naturzwecke sind keine konstitutiven Begriffe des Verstandes, sondern haben eine regulative Bedeutung für die Urteilskraft, dank derer die organisierten Wesen als Naturzwecke gedacht werden können.
Lebendige Organismen sind hier für Kant im mehrfachen Sinne Ursache und Wirkung ihrer selbst. Sie sind zugleich Ursache und Wirkung der natürlichen Gattung, in der sich die lebendigen Individuen verewigen. Im Wachstum der Individuen verwandeln sie selbständig Materie, um diese dann zu assimilieren. Was die Beziehung des Teiles zum Ganzen eines lebendigen Organismus anbelangt, so ist für Kant wesentlich, dass, im Gegensatz zu einer Maschine, das Ganze dem Teil nicht äußerlich ist. Im Organismus produziert sich der Teil aus dem Ganzen und seine Erhaltung hängt so vom Ganzen ab wie dieses vom Teil.

#### Schelling

##### Wie ist Natur überhaupt möglich?
In seinem ersten der Natur gewidmeten Werk, den Ideen zu einer Philosophie der Natur als Einleitung in das Studium dieser Wissenschaft (1797), geht es Schelling um die Frage nach der „Möglichkeit einer Natur“ überhaupt. Das Zustandekommen dieser Frage selbst ist für ihn das Ergebnis einer ursprünglichen Trennung zwischen Mensch und Natur, mit der wesentlich die Entstehung der menschlichen Freiheit verbunden ist. Nach dem in der Aufklärung beliebten Modell postuliert Schelling die Wiedergewinnung der verlorenen ursprünglichen Einheit zwischen Mensch und Natur durch die Freiheit. Schelling stellt sich die Frage, wie ein Ding eine Wirkung auf ein freies Wesen haben kann, das selbst nicht Ding ist. Das „System der Natur“ könne nicht vom Mechanizismus erklärt werden, denn der lebendige Organismus ist nicht Ursache oder Wirkung eines Dings außerhalb seiner selbst, sondern es „produziert sich selbst, entspringt aus sich selbst“ in einer Bewegung, die dauernd zu sich selbst zurückkehrt. Wie für Kant ist auch für Schelling die Charakteristik des lebenden Organismus, Ursache und Wirkung seiner selbst zu sein, notwendige Wechselwirkung zwischen Teilen und Ganzem; es „organisiert sich selbst, d. h. es gründet sich auf einen Begriff“.

##### Die Natur als bewusstloser Organismus
Im Jahre 1798 legt Schelling das Werk Von der Weltseele, eine Hypothese der höheren Physik zur Erklärung des allgemeinen Organismus. Nebst einer Abhandlung über das Verhältniß des Realen und Idealen in der Natur oder Entwicklung der ersten Grundsätze der Naturphilosophie an den Principien der Schwere und des Lichts vor. Schelling stellt hier die Natur als das Ergebnis zweier entgegengesetzter Kräfte vor. Es gibt eine positive Kraft der Natur, die Bewegung hervorruft und erhält und eine negative Kraft, die alle Erscheinungen „in den ewigen Kreislauf“ zurückdrängt. Diese beiden einander entgegengesetzten Kräfte stellen für Schelling eine Einheit dar. In der Natur besteht eine „ursprüngliche Anlage zur Organisation“, ohne die es keinerlei Kohäsion, sondern nur formlose Materie gäbe. Sie zeigt sich als „allgemeine Bildungskraft“, die jedem lebendigen Organismus zugrunde liegt.
In seinen Schriften Erster Entwurf eines Systems der Naturphilosophie und Einleitung zu dem Entwurf eines Systems der Naturphilosophie (1799) versteht Schelling die Natur als Produkt ihrer eigenen Tätigkeit. Sie organisiert sich selbst, ohne von der Tätigkeit eines Subjekts abzuhängen. Als stets wirksame Tätigkeit verwirklicht sie sich in immer neuen Produkten.
Die einzelnen endlichen Produkte entstehen als vorübergehende Hemmungen des Vorwärtsfließens der absoluten Tätigkeit und drücken die Natur niemals voll aus. Die Natur strebt in immer neuen Versuchen danach, absolute Tätigkeit zu werden und sich in einem unendlichen Produkt zu verwirklichen. Dies kann aber deswegen nicht geschehen, weil sie aufgrund einer ihr immanent entgegengesetzten Kraft „ins Unendliche gehemmt“ wird. Die Verwirklichung des unendlichen Produkts würde das Anhalten der Produktivität des Lebens selbst bedeuten.
Im dynamischen Entwicklungsprozess der Natur wird kein natürliches Produkt jemals etwas Festes, sondern reproduziert und verändert sich vielmehr permanent selbst. Wegen ihrer inneren Dynamik gehen die natürlichen Produkte in „unendlichen Metamorphosen“ in immer andere Gestaltungen über.
Das natürliche Produkt ist das Ergebnis der Wechselwirkung zwischen Kontraktion und Ausdehnung der Materie. Das momentane Aufhören dieser Wechselwirkung bringt das Produkt hervor; seine Wiederherstellung setzt erneut die Produktivität in Gang.
Im System des transzendentalen Idealismus (1800) bezeichnet Schelling die Naturprodukte als „unreife Intelligenz“. Sie stellen die im Grunde misslungenen Versuche der Natur dar, sich zu deuten und über sich selbst zu reflektieren. Die Natur erreicht ihr höchstes Ziel, „sich selbst ganz Objekt zu werden“, nur mit der höchsten und letzten Reflexion, die im menschlichen Bewusstsein erfolgt.

##### Die Natur als Schmerz und Angst
In den Philosophischen Untersuchungen über die menschliche Freiheit (1809) und den Weltaltern (1813) versteht Schelling die Natur als chaotische und dunkle Realität. Die natürlichen Dinge haben in der Natur Gottes ihren Grund, die zwar zu Gott gehört, doch zugleich von ihm verschieden ist.
Die Natur ist „aus dem Blinden, Finstern und Unaussprechlichen Gottes entstanden“. Sie ist „blinder Wille ohne Verstand, welcher das ewige Eine dazu treibt, sich selbst zu zeugen“ und „die unergreifliche Basis“ jeder Realität bildet.
Schelling stellt dem blinden Willen der Natur den „Willen der Liebe“ gegenüber, dank dessen Licht und Ordnung in die Natur eindringen und Gott selbst persönlich wird. Bei ihrem Streben zum „Licht“ befreit sich die Natur von ihrer Innerlichkeit und durchläuft die Reihe ihrer bestimmten Bildungen bis hin zum Menschen.
Dieser Prozess zur Freiheit ist aber für Schelling unvermeidlich mit „Streit“ und „Schmerz“ verbunden. Er ist Ursache der „Angst, des Schreckens, ja der Verzweiflung“, die allem Leben zugrunde liegt. Schelling wendet sich gegen alle Auffassungen, die „das Universum als eine wunderbare Harmonie betrachten“, da „der wahre Grundstoff alles Leben und Daseyns eben das Schreckliche“ ist.

##### Der Mensch als Gipfel der Natur
Schelling betrachtet den Menschen als Endzweck der Schöpfung und Berührungspunkt zwischen dem Über-Seienden und der Natur. Der Mensch fasst als das höchste Wesen auf der Stufenleiter der natürlichen Entwicklung alle tieferen in sich zusammen und gibt ihnen erst einen Sinn.
Die Entwicklung zum Menschen geschah wie alle Entwicklung natürlicher Organismen nicht einförmig linear, sondern immer als ein Vorwärtsgehen und eine Rückkehr auf den eigenen Spuren. Die natürlichen Entwicklung geschieht nie vollständig aufgrund notwendiger Mechanismen, sondern aus Gründen, die nie vollständig durch die Vernunft erfasst werden können. Nur die Entwicklung des Menschen selbst erfolgt frei und bewusst. Diese Freiheit ist allerdings niemals gesichert, da das Bewusstsein aufgrund seiner Wurzeln im Bewusstlosen stets Gefahr läuft, sich im Wahnsinn zu verdunkeln.

#### Hegel

##### Von Schelling zur eigenständigen Position
Als Hegel 1801 nach Jena kommt, stellt er sich Schelling in dessen Versuch zur Seite, Natur- und Transzendentalphilosophie in einem Identitätssystem zu vereinigen. In seiner Schrift Differenz des Fichte’schen und Schelling’schen Systems der Philosophie (1801) unterscheidet er zwischen der Position Fichtes, die der Natur keine autonome Wirklichkeit zugestehe, und der Kants, der die Existenz einer Natur zwar zugebe, aber diese als ein bloßes, durch den Verstand unbestimmtes „Objekt“ verstehe.
Hegel stimmt der Schellingschen Position zu, die dem „subjektiven Subjektobjekt das objektive Subjektobjekt“ der Naturphilosophie entgegenstellt und beide in einer der einfachen Subjektivität überlegenen Einheit fasst. Die Auffassung der Realität als Totalität erfordere es, dass die Natur ein dem Geist entsprechendes Moment wird; es sei Aufgabe der Philosophie, die Identität beider zu denken.
In der folgenden Jenaer Zeit versucht Hegel, seine Einsichten systematisch in einer Metaphysik des Geistes auszuarbeiten und entfernt sich dabei zunehmend von Schelling. Im Fragment Die Idee des absoluten Wesens (1801/02) bettet er seine Naturphilosophie in eine Philosophie des Absoluten ein. Das Absolute objektiviert sich danach in der (physischen und ethischen) Natur und kehrt als Geist zu sich zurück, in dem es sich selbst erkennt. Jedes Naturphänomen ist für Hegel ein spezifischer Ausdruck des Absoluten. Die einfachste Existenzform des Organischen ist die Pflanze, in der die Momente der Individualität und der Allgemeinheit (Gattung) vorhanden, aber nicht wirklich getrennt sind, da sich das pflanzliche Individuum im Kreislauf seines Prozesses immer mit dem Allgemeinen identifiziert. Das Tier stellt dagegen die „vollkommene Organisation“ dar, in der die Momente des Prozesses zwar organisch miteinander verbunden sind, aber dennoch getrennt gehalten werden und das Individuum sich daher nicht unmittelbar in der Gattung auflöst.
Im Fragment Logik, Metaphysik, Naturphilosophie definiert Hegel die Natur erstmals als „das Andere“ des Geistes eine Formel, die in späteren Schriften Hegels in verschiedenen Variation immer wiederkehrt. Die Natur ist „ein befangener Geist“, die Idee, die „an sich selbst den Widerspruch dieses Anders, gegen ihr Wesen, absoluter Geist zu seyn, hat“.
Weiterhin ist für Hegel die Natur mit dem Leben identisch, allerdings nur in einem formalen Sinn: sie ist Leben „an sich“ selbst, aber nicht „für sich selbst“. Dieses formale Leben ist ein sich selbst gleiches Leben, Qualität überhaupt; es ist gleichgültig in Beziehung auf die Vielheit, die Quantität überhaupt.

##### Natur als Organismus
Hegel versteht in der weiteren Ausarbeitung seiner naturphilosophischen Vorstellungen die Natur zunehmend als einen Organismus, der sich in einem teleologischen Prozess entfaltet. Seine Entwicklung ist zugleich Teil der Entwicklung der Vernunft. Die Naturwelt erscheint in dem Moment, in dem die Idee dazu gelangt ist, sich selbst als reine Idee zu begreifen und „in der absoluten Wahrheit ihrer selbst sich entschließt, das Moment ihrer Besonderheit oder des ersten Bestimmens und Andersseins […] als Natur frei aus sich zu entlassen“.
Die Natur ist „Darstellung der Idee selbst in einer konkreten Form“. Bei ihrer vernünftigen Betrachtung bezieht sich das Subjekt nicht auf etwas ihm Wesensfremdes, sondern auf etwas, dessen Wesen es teilt. Die Bestimmung und der Zweck der Naturphilosophie bestehen so darin, dass der Geist „sein eigenes Wesen, d. i. den Begriff in der Natur, sein Gegenbild in ihr finde“; ihr Bezug ist die freie Lebendigkeit, in der die Bestimmungen des Begriffs eine Form erhalten. Hegel bezeichnet daher die Naturphilosophie auch als „Wissenschaft der Freiheit“.
Die Naturphilosophie bezieht sich zwar einerseits auf die Erfahrungswelt und die empirischen Wissenschaften und ist keine reine Vernunfttätigkeit. Andererseits erklärt sie aber keinen „natürlichen“ Prozess, sondern ist eine allgemeine Betrachtung des Hervorgehens der Natur aus der Idee und der Natur selbst in ihrer Totalität und Allgemeinheit.
Die Natur ist die Idee „in der Form des Andersseins“, d. h. in ihrer Äußerlichkeit. In dieser Form ist die Idee „sich selbst unangemessen“. In der Natur bestehen die begrifflichen Bestimmungen nur indifferent und isoliert nebeneinander, die Unterschiede bleiben unverbunden und erscheinen als einander gleichgültige Existenzen. Das Höchste, zu dem die Natur gelangt, ist das Leben, das aber „als nur natürliche Idee“ dem Irrationalen der Äußerlichkeit ausgeliefert ist, weswegen Hegel die Natur auch als „das Negative der Idee“ definiert. In der Natur zeigt die Idee den Widerspruch zwischen der Notwendigkeit ihrer begrifflichen Bestimmungen und ihren unkontrollierbaren empirischen Zufälligkeiten. Die begrifflichen Bestimmungen der Natur greifen nicht in die Ausführung des Besonderen ein; die Zufälligkeit und Unordnung ihrer Produkte enthüllt „die Ohnmacht der Natur“.

### Moral und Freiheit
Die Moralphilosophie wird von den Vertretern des Deutschen Idealismus sowohl inhaltlich als auch bezüglich ihres philosophischen Stellenwerts sehr unterschiedlich beurteilt. Während sie vor allem bei Kant und Fichte den Rang eines wichtigen eigenständigen Systemteils genießt, das in umfangreichen Werken entfaltet wird, tritt sie bei Schelling und Hegel in den Hintergrund.
Bei Kant und Fichte ist die Moral die Dimension der Freiheit und damit des höchsten Interesses der Vernunft. Bei Hegel ist „Moralität“ ein Kapitel der Rechtsphilosophie; sie wird von ihm als Vermittlungsmoment zwischen Privatrecht und Sittlichkeit verstanden.
Schelling hat sich in Auseinandersetzung mit der Kantischen Ethik zwar immer wieder um alternative Begründungen der Geltung sittlicher Normen bemüht, sich aber nie zu einer eigenständigen Neubegründung von Moral entschlossen.

#### Kant
Gemäß der Tradition der von Christian Wolff idealtypisch entfalteten deutschen Schulphilosophie ist für Kant die Moralphilosophie ein wichtiger Systemteil sowohl der Rechtslehre als auch der Tugendlehre. Seine moralphilosophischen Hauptschriften stellen die Grundlegung zur Metaphysik der Sitten (1785), die Kritik der praktischen Vernunft (1788) und die Metaphysik der Sitten (1797) dar.

##### Maximen, praktische Gesetze, Imperative
In der Kritik der praktischen Vernunft beginnt Kant mit einer Logik praktischer Sätze. Diese sind bestimmt durch praktische Grundsätze, also „Sätze, welche eine allgemeine Bestimmung des Willens enthalten, die mehrere praktische Regeln unter sich hat“. Kant unterscheidet zwischen zwei Arten von „praktischen Grundsätzen“: „Maximen“ und „praktischen Gesetzen“.
Maximen sind allgemeine Handlungsgrundsätze, in denen eine Person ihre Auffassung vom moralisch Richtigen formuliert. Sie drücken sich als Leitsätze der Lebensführung dieser Person aus und sind insofern subjektiv, als die Person sie sich zu eigen macht und für sich als gültig anerkennt. Praktische Gesetze definiert Kant demgegenüber als objektive praktische Grundsätze. Sie haben objektive Gültigkeit und einen normativen Charakter. Sie richten sich an den Menschen im Modus des Imperativs. Imperative sind bei Kant praktische, handlungsanleitende Sätze, die die illokutionäre Funktion haben, einen Willen zu „nötigen“. Imperative richten sich mit der in ihnen ausgedrückten Nötigung an einen sinnlich affizierbaren Willen. Nur Wesen, die nicht rein vernünftig verfasst sind, sondern ebenso eine Sinnlichkeit und durch diese bedingte Neigungen und Begierden haben, sind Adressaten von Imperativen. Reine Vernunftwesen brauchen nicht und bloße Sinnenwesen können nicht durch Imperative genötigt werden.

##### Hypothetische und kategorische Imperative
Kant unterscheidet verschiedene Typen von Imperativen. Am wichtigsten ist die Unterscheidung zwischen hypothetischen und kategorischen Imperativen. Ein hypothetischer Imperativ gebietet eine Handlung H unter der Bedingung, dass der Adressat einen Zweck Z will und die Handlung H ein erforderliches und verfügbares Mittel dazu ist. Ein hypothetischer Imperativ hat demnach die Form: „ich soll etwas tun, darum, weil ich etwas anderes will“.
Ein kategorischer Imperativ gebietet eine Handlung als einen schlechthin vernünftigen und guten Zweck. Nur ein kategorischer Imperativ kann daher allgemeines Kriterium der „Sittlichkeit“, d. h. von gültiger Normativität sein. Kant nennt dieses Kriterium das Grundgesetz der reinen praktischen Vernunft. Es lautet: „Handle so, daß die Maxime deines Willens jederzeit zugleich als Prinzip einer allgemeinen Gesetzgebung gelten könne“. Die Vernünftigkeit der Maxime ist selbst Zweck der Handlung. Da Menschen vernunftbegabte Wesen sind, ist die Menschheit Zweck an sich selbst. Der kategorische Imperativ wird daher von Kant auch in die Formel gefasst: „Handle so, daß du die Menschheit, sowohl in deiner Person, als in der Person eines jeden andern, jederzeit zugleich als Zweck, niemals bloß als Mittel brauchest“. Der kategorische Imperativ ist nach Kants Verständnis ein „Faktum der Vernunft“, das sich jedem Menschen als Vernunftwesen in seinem Gewissen als verbindliches Sittengesetz aufdrängt. Er ist das oberste praktische Gesetz, aus dem sich alle moralischen Pflichten – gegen andere und gegen sich selbst – ableiten lassen.

##### Freiheit
In der transzendentalen Dialektik der Kritik der reinen Vernunft argumentiert Kant, dass die Frage der menschlichen Freiheit zu antinomischen Aussagen führt. Einerseits müssen wir „Kausalität durch Freiheit“ annehmen, andererseits sind wir gezwungen, für die Erfahrung der Sinnenwelt die Gesetzmäßigkeit der Natur und die Notwendigkeit der Naturgesetze kategorial vorauszusetzen. Beide Aussagen stehen aber nach Kant nicht in einem kontradiktorischen, sondern nur in einem subkonträren Widerstreit zueinander: sie sind beide wahr, obwohl sie beanspruchen, jeweils das Gegenteil der konkurrierenden Aussage zu behaupten. Kants Auflösung der Freiheits-Antinomie besteht darin, die Unterscheidung zwischen Ding an sich und Erscheinung auf handelnde Subjekte anzuwenden. Wir können nach Kant widerspruchsfrei annehmen, dass eine empirische Wirkung in der Sinnenwelt der Erscheinungen eine Ursache hat, die ihrerseits nicht empirisch ist, sondern eine intelligible Kausalität. Ob die Unterscheidung als ontologischer Dualismus oder Beschreibungsdualismus zu interpretieren ist, ist in der Kantforschung bis heute umstritten.

##### Postulate der praktischen Vernunft
Obwohl für Kant die Moralität und nicht die Glückseligkeit der Zweck des moralischen Handelns sein kann, so ist für ihn doch die „genaue Proportion von Sittlichkeit (Tugend) und Glückseligkeit“ ein notwendiger Gegenstand des Wollens vernünftiger Wesen. Glückseligkeit ist für Kant „das höchste Gut einer möglichen Welt“. Die notwendigen Bedingungen von Glückseligkeit sind nach Kant das Dasein Gottes und die Unsterblichkeit der Seele: Gott als höchste Intelligenz, die allwissend, allgütig und allmächtig die Ursache und damit der Garant einer moralisch vollkommenen Welt ist, die Unsterblichkeit der Seele als Bedingung eines unendlichen Progressus zur „völligen Angemessenheit der Gesinnungen zum moralischen Gesetze“. Die Ideen der Glückseligkeit, Unsterblichkeit und der Existenz Gottes können von der theoretischen Vernunft nicht aufgewiesen werden. In ihnen artikuliert sich aber nach Kant das ein fundamentales praktisches Interesse der reinen Vernunft; sie sind daher Gegenstand eines notwendigen moralischen Vernunftglaubens, „Postulate der reinen praktischen Vernunft“.

#### Fichte
Fichtes Moralphilosophie ist in hohem Maße beeinflusst von der Moralphilosophie Kants. Wie Kant geht auch Fichte von einem Primat der praktischen Vernunft aus: „Das Tun ist nicht aus dem Sein abzuleiten, weil das erstere dadurch in Schein verwandelt würde, aber ich darf es nicht für Schein halten; vielmehr ist das Sein aus dem Tun abzuleiten“.
Eine zentrale Rolle spielen für Fichte die Begriffe der Freiheit und der Handlung. Die Freiheit ist für Fichte die fundamentale Bestimmung des Menschen. Sie äußert sich in den Handlungen des Ich („Tathandlungen“), die er zum Ausgangspunkt seiner gesamten Philosophie nimmt.
Der wesentliche Charakter des Ich, wodurch es sich von allem, was außer ihm ist, unterscheidet, besteht für Fichte „in einer Tendenz zur Selbsttätigkeit um der Selbsttätigkeit willen“. Diese Selbsttätigkeit wird aber durch eine widerständige Realität, die Natur, beschränkt. Die Sittlichkeit gebietet daher, alle Abhängigkeit des Ich von der Natur und ihren Schranken zu überwinden.
Freiheit und Sittlichkeit gehören wie schon bei Kant auch für Fichte eng zusammen. Sie sind „nicht zwei Gedanken, deren einer als abhängig von dem anderen gedacht würde, sondern es ist Ein und ebenderselbe Gedanke“.
Mit Kant vertritt Fichte die These, dass das Sittengesetz ein kategorischer Imperativ ist. Die gegenüber Kant modifizierte Formulierung Fichtes lautet: „Handle stets nach bester Überzeugung von deiner Pflicht; oder: handle nach deinem Gewissen“. Im Blick auf Kants Theorie von der Zweckmäßigkeit der Natur modifiziert Fichte Kants kategorischen Imperativ und gibt ihm eine teleologische Formulierung: „handle deiner Erkenntnis von den ursprünglichen Bestimmungen (den Endzwecken) der Dinge außer dir gemäß“.

#### Schelling
Von Schelling existiert keine Schrift, die systematisch der Moral oder Sittlichkeit gewidmet wäre. Dennoch setzte er sich immer wieder mit den herrschenden Moralbegründungen auseinander, vor allem mit der von Kant. Schelling kritisiert an Kant die starke Ausrichtung auf die Moralität des Handelns, die die Ziele des Handelns nicht in den Blick nehme. Moralität habe „ohne höhern Endzweck selbst keine Realität“; sie sei „nicht als letztes Ziel selbst“, sondern nur als Mittel der Annäherung zum letzten Ziel denkbar. Ebenso kritisiert Schelling die kantische Verknüpfung von Moralität und Glückseligkeit als Postulat der praktischen Vernunft. Letzter Selbstzweck sei nicht das Erreichen von Glückseligkeit, verstanden als „durch Natur bewirkte Uebereinstimmung der Objekte mit dem Ich“, sondern die „Zernichtung“ der Objekte als Nicht-Ich durch das Ich.

#### Hegel
In Hegels System kommt der Moralität die Rolle der Vermittlung zwischen der abstrakten Objektivität des Privatrechts und der konkreten Objektivität der Sittlichkeit zu. Hegel übernimmt die Kantische Kritik des „Prinzips der Glückseligkeit“ als Richtschnur des menschlichen Handelns; er begründet dies damit, dass das „Prinzip der Glückseligkeit“ zu einer Aufopferung des Rechts führen würde: Eine Absicht meines Wohls sowie des Wohls anderer – in welchem Falle sie insbesondere eine moralische Absicht genannt wird – kann nicht eine unrechtliche Handlung rechtfertigen.
Am heftigsten setzt sich Hegel mit dem Verhältnis der Moralität zur Sittlichkeit bei Kant auseinander. Im Unterschied zu Kant kann für Hegel die reine praktische Vernunft keine wirkliche Verallgemeinerung hervorbringen; sie erzeugt vielmehr nur abstrakte Allgemeinheit und ist unfähig, die Vielfalt der Bestimmungen der Realität zu begreifen.

### Religion und Gottesbegriff

#### Kant
Kant will in der Kritik der reinen Vernunft „das Wissen aufheben, um zum Glauben Platz zu bekommen“. Er lehnt alle überlieferten Gottesbeweise entschieden ab, weil „wir nie über die Grenzen möglicher Erfahrung hinauskommen können“ Darüber hinaus versucht er in der Antinomienlehre der Kritik der reinen Vernunft zu zeigen, dass sich die theoretische Vernunft beim Denken des Gottesbegriffs in Widersprüche verstrickt.
Trotzdem hält Kant daran fest, dass der Gottesbegriff für die theoretische Vernunft „einen notwendigen Vernunftbegriff“ darstellt. Erst der Gottesbegriff ermöglicht einen systematischen Zusammenhang der Erkenntnisse, indem er die „Idee von einem All der Realität (omnitudo realitatis)“ in sich begreift.
Neben dieser regulativen Funktion für die theoretische Vernunft ist aber der Gottesbegriff vor allem für die praktische Vernunft von größter Bedeutung. Zwar ist für Kant die moralische Verpflichtung ausschließlich durch die Vernunft bestimmt und nicht durch Theologie und Religion. Nach der Lehre vom Ideal des höchsten Gutes sollen wir aber an Gott und ein künftiges Leben glauben, weil wir nur unter dieser Voraussetzung auf eine der Glückswürdigkeit entsprechende Glückseligkeit hoffen können.
Das Böse entspringt für Kant einem widervernünftigen Gebrauch der Freiheit. Es besteht darin, dass die Befolgung des Sittengesetzes nicht als oberste Maxime anerkannt und die Ordnung der Maximen absichtlich verkehrt wird. Entgegen der gängigen „aufklärerischen Depotenzierung des Bösen“ gehört für Kant das Böse – er spricht auch vom „radikalen Bösen“ – zur ursprünglichen Natur des Menschen. Nur Gott ist in der Lage, diesen unhintergehbaren Mangel unserer Natur auszugleichen und zu vergeben.
Kant entwickelt eine apriorische Vernunftreligion, die er vom historischen biblischen Offenbarungsglauben unterscheidet – wobei er diese allerdings im Kern als vernünftig anerkennt. Die Vernunftreligion stellt das Kriterium für die Vernünftigkeit jeder Offenbarungsreligion dar; nur auf ihrer Grundlage können wir entscheiden, was in ihr anzuerkennen ist und was nicht.

#### Fichte
Die philosophische Theologie und Religionslehre des frühen Fichte ist stark an die von Kant angelehnt.
Wie dieser geht er davon aus, dass zwar die Bestimmung des Willens nur durch das Gesetz der praktischen Vernunft geschehen darf, der Zustand der Glückseligkeit aber nur durch Gott hergestellt werden kann. Gott ist für Fichte der Gesetzgeber aller Gesetze der Vernunft, auch des Sittengesetzes. Dem Menschen ist die Erkenntnis Gottes auf zweierlei Weisen möglich: im Selbstbewusstsein des moralischen Gesetzes und in der Erfahrung der Kausalität Gottes in der Sinnenwelt. In der biblischen Offenbarung kündigt sich uns Gott als moralischer Gesetzgeber an. Ihre Annahme setzt die Freiheit des Menschen voraus und darf daher nicht erzwungen werden. Eine Erkenntnis des Wesens Gottes ist prinzipiell nicht möglich. „Gott ist ganz übersinnlich: der Begriff von ihm entspringt rein und lediglich aus der reinen Vernunft a priori“.
In seinen Schriften aus der Zeit des Atheismusstreits geht Fichte so weit, dass er Gott als ein seiendes, für sich bestehendes Wesen, das die Ursache der moralischen Ordnung wäre, ablehnt: „Es liegt kein Grund in der Vernunft, aus jener moralischen Weltordnung herauszugehen, und vermittelst eines Schlußes vom Begründeten auf den Grund noch ein besonderes Wesen, als die Ursache desselben, anzunehmen“. Gott wird von Fichte als „Tathandlung“ des vom transzendentalen Ich begriffenen Sittengesetzes identifiziert. In ihr erfahren wir unsere „über alle Sinnlichkeit erhabenen Bestimmung, eines absolut Pflichtmäßigen“. Diese kann für Fichte nicht aus der sinnlichen Erfahrung hervorgehen, sondern liegt all unseren Erfahrungen zugrunde.
In seinen späten Schriften (seit 1800), vor allem in der Wissenschaftslehre (1804) und in den Vorlesungen Die Anweisung zum seligen Leben (1806), arbeitet Fichte die „begreifliche Unbegreiflichkeit“ Gottes als Grundfigur seiner transzendentalen Ontologie weiter heraus.
Die Erfahrung des Absoluten, Fichte spricht vom „Leuchten des Lichts“, ist nur indirekt möglich, indem die Form des Begreifens sich an der Materie des Begreifens „vernichtet“. Indem so der Begriff gesetzt und zugleich wieder eliminiert wird, kann sich das Licht in der Intuition zeigen. Das Licht setzt durch die Vernichtung des Begriffs ein für sich bestehendes, unbegreifliches Sein. Die Vernichtung des Begriffs liegt auf der Seite des subjektiven Bewusstseins, und seine Vernichtung bedeutet zugleich die Vernichtung des Ich am reinen Licht.
In seiner Anweisung zum seligen Leben verwirft Fichte vollständig die Möglichkeit, das Absolute gegenständlich zu fassen und entwickelt die von Jacobi übernommene Gefühls- und Glaubensphilosophie weiter. Das reflexive Denken, das Fichte noch in der Wissenschaftslehre als Grundfigur des Denkens vom Absoluten ausgearbeitet hat, steht sich am Ende selber im Wege. Es hat als Wissen nur ein Bild vom Absoluten und kommt nicht zum Sein selbst. Die Grenzen des reflexiven Denkens können nur durch mystische Intuition aufgelöst werden. Fichte spricht hier von einem „Seyn jenseits des Begriffes“, indem der Mensch letztlich „das Absolute selber“ ist.
Der Zugang zum Absoluten ist für Fichte nur in der Liebe möglich, die er als einen „Affekt des Seins“ beschreibt. „Die Liebe ist die Quelle aller Gewißheit; und aller Wahrheit und aller Realität“. Sie manifestiert sich in verschiedenen Stufen des Bewusstseins. In ihrer höchsten Stufe führt sie zu einer radikalen „Selbstvernichtung“ des Egoismus; nur so ist die mystische Vereinigung mit dem absoluten Sein möglich. Die moralische Autonomie steht der Liebe entgegen, weil sie „die eigentliche innerste, und tiefste Wurzel des Daseins“ sich nicht entwickeln lässt und die Offenbarung des göttlichen Lebens hemmt.

#### Schelling
In den Vorlesungen über die Methode des akademischen Studiums (1803) fasst Schelling Religion vor allem als ein historisches Geschehen, die Theologie daher als eine historische Wissenschaft auf. Während in den antiken Mythologien die Götter sich primär in der Natur zeigen, offenbart sich der christliche Gott in der Geschichte.
Im Christentum obliegt die geschichtliche Repräsentation der Idee Gottes der Institution Kirche, die als das endliche Symbol der Anschauung des Unendlichen ein „lebendiges Kunstwerk“ sein soll.
Dem exoterischen Ausdruck des Unendlichen in der Kirche entspricht der esoterischere innerliche Ausdruck in der subjektiven Symbolik der Mystik. Die gesamte Kirchengeschichte ist für Schelling letztlich als ein Streit über das Verhältnis von exoterischer und esoterischer Darstellung zu verstehen.
Ausschlaggebend für Verlauf und Einteilung der Geschichte sind nicht äußerliche Kriterien wie Herrscherdynastien, Staatsformen oder Wirtschaftsweisen, sondern die „höhere“ Geschichte des Geistes, die sich in den geschichtlichen Erscheinungsweisen des Absoluten zeigt. Mit dem historischen Ereignis Jesus Christus ist das Ende der antiken Mythologie gekommen und ein neues Zeitalters angebrochen. Jesus markiert nicht nur den wesentlichen Inhalt des Christentums, sondern auch eine geschichtsphilosophische Zäsur.

#### Hegel

##### Religionsbegriff des frühen Hegel
Der frühe Hegel unterscheidet zwischen Theologie als wissenschaftlicher Erkenntnis Gottes und Religion als subjektiver Beziehung zu Gott. Wie Kant verbindet er die Religion mit dem sittlichen Handeln. Er ist davon überzeugt, dass die Idee der Sittlichkeit durch die Idee Gottes wesentlich verstärkt wird.
Hegel betont gegen Kant, dass die Religion nicht auf die Vernunft reduziert werden darf. Sinnliche Empfindungen und die „guten Triebe“ spielen in ihr in eine wichtige Rolle. Die Kantische Religion, die nur moralische Zwecke in den Vordergrund stellt, sei nicht imstande, die Aufgabe einer „Volksreligion“ zu übernehmen.
Die christliche Religion ist für Hegel ein Autoritätsglaube, der auf der Verehrung der besonderen Persönlichkeit Jesu beruht und sich auf einen Wunderglauben stützt. Dabei verlieren die moralischen Gesetze ihre Autonomie, da sie nur deshalb als geltend erklärt werden, weil sie sich aus göttlicher Autorität herleiten. Die Kirche ersetzt die reine Sittlichkeit durch ein „Zwangsrecht“ und festigt die Abhängigkeit des Menschen von der Übermacht Gottes.

##### Empirische und spekulative Gotteserkenntnis
In seinen Vorlesungen über die Philosophie der Religion versteht Hegel Religion vor allem als „die Beziehung des Subjekts des subjektiven Bewußtseins auf Gott, der Geist ist“. Für Hegel gibt es dabei grundsätzlich zwei Wege, die zur Erfassung der Religion und Gottes führen, einen „empirischen“ und einen „spekulativen“.
Der empirische Zugang zu Gott ist der des gewöhnlichen Bewusstseins. Als philosophische Position wurde er vor allem von Schleiermacher und Jacobi vertreten. Für diesen Standpunkt ist das Sein Gottes im religiösen Gefühl als unmittelbares Wissen gegeben. Hegel wendet dagegen ein, dass es unmittelbares Wissen grundsätzlich nicht geben kann: „Alles, was unmittelbar ist, ist auch vermittelt“.
Das Gefühl als höchster Punkt der Subjektivität muss schrittweise aufgegeben werden und in die spekulative Erfassung Gottes übergehen. Die erste Stufe dazu stellt die „Vorstellung“ dar, die Hegel als „Bild […], das in die Form der Allgemeinheit, des Gedankens erhoben ist“, definiert. Da die Vorstellung noch mit dem Sinnlichen verbunden ist, reicht sie nicht aus, das Sein und Wesen Gottes angemessen zu erfassen. Die nächste Stufe bildet der Standpunkt des reflektierenden Denkens, der für Hegel in der zeitgenössischen Philosophie vor allem von Kant und Fichte vertreten wurde. In ihm wird Gott als etwas gedacht, das vollkommen jenseits des endlichen Subjekts liegt. Das reflexive Denken verwickelt sich dabei in einen Widerspruch, wenn es versucht, das Verhältnis zwischen dem Endlichen und dem Unendlichem zu erfassen. Gott wird zum Gegenstand der Sehnsucht und des Sollens degradiert, was Hegel als die Stufe des „unglücklichen Bewußtseins“ beschreibt. Erst im spekulativen Denken der Vernunft wird der Gegensatz des Endlichen und Unendlichen aufgelöst und ihre dialektische Einheit erkannt: „Das Endliche hat das Unendliche zu ihm selber und umgekehrt. Das Unendliche ist nur durch die Negation des Endlichen. Das Unendliche ist […] nur als das Endliche.“

##### Gottesbeweise
Die Kantische Kritik an den Gottesbeweisen zeigt für Hegel, dass es dem reflexiven Denken nicht möglich ist, das Wesen Gottes zu begreifen. Sie beruhe jedoch auf einem falschen Festhalten an der Vorstellung eines nur endlichen Erkennens.
Hegel polemisiert gegen die Kantische Postulatenlehre, dass in ihr Gott vom Subjekt abhängig gemacht werde. Er betont, dass von Seiten Gottes der menschlichen Gotteserkenntnis nichts im Wege steht. Die Gottesbeweise sind für Hegel Weisen der Erhebung des menschlichen Geistes zu Gott, die in zweifacher Weise geschehen: Während der kosmologische und der physikotheologische Beweis vom endlichen Sein ausgehen, geht der ontologische Beweis von Gott aus und versteht sich als Erhebung des Menschen durch das entgegenkommende Wirken Gottes. Der ontologische Gottesbeweis ist für Hegel „allein der wahrhafte“, weil in ihm der Begriff Gottes mit dem Sein identifiziert wird. Der Begriff ist „das Sein, er hebt selbst seine Subjektivität auf und objektiviert sich“.

##### Gegenstand der Religionsphilosophie
Der Gegenstand der Religionsphilosophie ist für Hegel das religiöse Bewusstsein des Menschen und damit Gott selbst. Die subjektive Beziehung zu Gott kann für ihn nicht getrennt von Gott betrachtet werden. Religion ist das subjektive Tun des Menschen, das im Tun Gottes seinen Grund hat: „Eine Religion ist Erzeugnis des göttlichen Geistes, nicht Erfindung des Menschen, sondern Produktion des göttlichen Wirkens, Hervorbringens in diesem.“ Dem religiösen Menschen kommt eine fundamentale Rolle zu, da Gott sein Selbstbewusstsein nur mittels des endlichen Geistes gewinnen kann: „Gott ist nur Gott, insofern er sich selber weiß; sein Sich-wissen ist […] ein Selbstbewußtsein im Menschen.“
Die Religion hat mit Gott denselben Inhalt wie die Philosophie. Beide unterscheiden sich nur in der Form: während in der Religion Gott „nur in Form der Vorstellung“ präsent ist, verwandelt die Philosophie „das, was in Form der Vorstellung ist, in die Form des Begriffs“.

## Rezeption
Der Idealismus wurde bereits in der Zeit seiner Entstehung von Friedrich Heinrich Jacobi einer scharfen Kritik unterzogen. Eine materialistische Kritik an den Bemühungen am „Idealismus“ und seiner vorgeblichen Einschränkung auf „das Reich der Gedanken“ formulierten Karl Marx und Friedrich Engels in Die deutsche Ideologie, bezogen sich dabei aber vor allem auf die Hegelschüler der zweiten Generation, die sogenannten Junghegelianer.
Die ungeheure Herausforderung des Hegelschen Systems an alle nachfolgenden Denker besteht im Vollendungsanspruch desselben. Was Hegel in der Vorrede zu seiner Phänomenologie des Geistes als sein Unternehmen ankündigt, ist nicht weniger als der systematische Abschluss aller Philosophie:

„Die wahre Gestalt, in welcher die Wahrheit existiert, kann allein das wissenschaftliche System derselben sein. Daran mitzuarbeiten, daß die Philosophie der Form der Wissenschaft näherkomme – dem Ziele, ihren Namen der Liebe zum Wissen ablegen zu können und wirkliches Wissen zu sein –, ist es, was ich mir vorgesetzt.“

Mit dieser Vollendung jedoch wird die Philosophie als Ganzes prekär. Der ungeheure Gewaltakt Hegels, die gesamte philosophische Tradition in sein System aufzuheben und sie darin zu verorten, lässt nicht mehr viel Spielraum für Anderes. Gleichwohl hat auch das System Hegels seine offene Stelle, die vor allem in der Frage nach dem Status des Endlichen besteht. Auf jeder Stufe der dialektischen Bewegung wird Scheinhaftes als das Unwahre und dem Begriff nicht Gemäße zurückgelassen. Darin, auf dem unverrechenbaren Eigenrecht dieses je eigensten Kontingenten – d. h. bloß Zufälligen – zu beharren und gegenüber dem Absoluten die Stelle des endlichen Subjekts zu vertreten, besteht für viele Nachfolger Hegels (Søren Kierkegaard, Martin Heidegger, Karl Marx) der Weg zur Revision des hegelschen Unternehmens.

### Rezeptionen des Deutschen Idealismus in Europa
Bereits in der Zeit seiner Entstehung wurde der Deutsche Idealismus in zahlreichen europäischen Ländern als intellektuelle Anregung – zustimmend oder als Anlass zu Kritik – wahrgenommen und in unterschiedlichen Formen, unter den jeweiligen Bedingungen nationaler Kulturen rezipiert. Dies erfolgte als erstes in Großbritannien und Frankreich. In Großbritannien (England und Schottland) setzte man sich zunächst vorwiegend mit den metaphysischen Aspekten der Philosophie Kants und des Deutschen Idealismus auseinander. Das Interesse für die politischen Aspekte des Deutschen Idealismus erwachte dort erst am Ende des 18. Jahrhunderts mit dem Aufkommen des Wirtschafts-Liberalismus und moralischen Individualismus. In Frankreich dagegen wurden von Anfang an die Philosophie Kants und die Frühschriften Fichtes unmittelbar in die nationale politische Debatte eingebunden. Erst sehr langsam fing man dann an, sich mit den theoretischen Gehalten der idealistischen Philosophieansätze auseinanderzusetzen, die man in die nationale sensualistische Tradition zu integrieren versuchte. Darüber hinaus hatte die französische Rezeption des Deutschen Idealismus in der ersten Hälfte des 19. Jahrhunderts eine bedeutende Vermittlungsfunktion. Für lange Zeit waren die französischen Übersetzungen, Kommentare und Interpretationen der Werke des Deutschen Idealismus die einzigen Quellen ihrer Rezeption in Italien und Spanien.

#### Großbritannien und Irland

##### Frühe Rezeption in England
Der Deutsche Idealismus wurde in England zunächst außerhalb der Universitäten rezipiert. Anders als in Schottland spielten diese in England in den kulturellen Debatten und der öffentlichen Meinungsbildung keine große Rolle. Die erste Auseinandersetzung mit Kant erfolgte 1787 in der Zeitschrift The English Magazine, wo er mit der Ketzerei in Verbindung gebracht wurde. 1786 veröffentlichte der Kant-Schüler Friedrich August Nitsch (1767–1813) mehrere anonyme Artikel über Kant in The English Review, bis er 1796 schließlich mit dem Werk A General and Introductory View of Professor Kant’s Principles concerning man, the world and the deity eine systematische Einführung in das Werk Kants vorlegte.
Zu einem wichtigen Übersetzer der Kantischen Werke wurde John Richardson. 1798/99 gab er zwei Bände heraus, die etwa 20 Aufsätze und Traktate Kants umfassten, darunter alle Schriften über die Philosophie der Geschichte und die Philosophie der Politik. 1799 erschienen von ihm die englische Übersetzung von Zum ewigen Frieden und der Metaphysik der Sitten. Im Jahre 1819 übersetzte er außerdem Kants Logik und die Prolegomena. Die erste englische Ausgabe der Kritik der reinen Vernunft erschien dagegen erst im Jahre 1813 in der Übersetzung von Francis Haywood.
Einer der wichtigsten Rezipienten der Philosophie des Deutschen Idealismus – vor allem Kants und Schellings – war Samuel Taylor Coleridge (1772–1834). Gemeinsam mit seinem Freund William Wordsworth (1770–1850) begründete er die romantische Bewegung in England, nachdem er 1798 an der Universität Göttingen in Deutschland die Philosophie Kants und vor allem Schellings kennengelernt hatte.
Während Coleridge den starken Einfluss des Deutschen Idealismus auf die allgemeine Kultur des 19. Jahrhunderts in England begründete, war Thomas Hill Green (1836–1882) dafür verantwortlich, dass der Deutsche Idealismus für einen Zeitraum von 30 Jahren zur beherrschenden Doktrin unter den englischen Berufsphilosophen wurde.

##### Frühe Rezeption in Schottland
In Schottland nahm man vor allem die Philosophie Kants mit großem Interesse auf. Dabei wurde immer wieder der Versuch unternommen, den kantianischen Apriorismus mit der vorherrschenden schottischen Common-Sense-Philosophie zu verbinden. Ihr maßgeblicher Vertreter war Thomas Reid (1710–1796), der mit seinem Werk Inquiry into the Human Mind on the Principles of Common Sense auf eine Überwindung des Hume’schen Skeptizismus zielte.
Die ersten Anzeichen einer schottischen Rezeption Kants sind in den Philosophical Essays (1810) von Dugald Stewarts (1753–1828) zu finden. Mit Thomas Carlyle (1795–1881) und Sir William Hamilton (1788–1856) verstärkte sich zunehmend der Einfluss des Deutschen Idealismus auf den Gebieten der Kunst und der Philosophie in Schottland, wobei man der Philosophie Hegels, vor allem seiner Idee des Absoluten, generell ablehnend gegenüber stand. Thomas Carlyle instrumentalisierte die kantianische Form des Transzendentalismus zur Bekämpfung der Philosophie der Aufklärung, die in seinen Augen mit einem Materialismus, Hedonismus und Utilitarismus verknüpft war. In seinem Aufsatz State of German Literature (1827) lobte er Kant dafür, dass er vom Inneren ausgegangen und nach außen übergegangen sei, anstatt den Weg Lockes einzuschlagen, eine Philosophie auf Basis der Sinneserfahrung zu errichten. William Hamilton verknüpfte die Philosophien Kants und Reids miteinander, indem er den Common Sense mit der Vernunft identifizierte. Er lehnte Kants Erfahrungstheorie ab, der zufolge der Geist keine unmittelbare Erkenntnis des Wesens der äußeren Erscheinung gewinnen kann und verteidigte Reids Begründung der Philosophie durch den Glauben.
James Frederick Ferrier (1808–64) war der erste schottische Denker, der an einer systematischen Entfaltung des Idealismus interessiert war. Seine Anknüpfungspunkte waren dabei vor allem die Theorien Schellings und Hegels. Ferrier hatte von 1845 bis zum Jahr seines Todes an der Universität von St. Andrews den Lehrstuhl für Moralphilosophie inne. Er stellte sich dem von der Common-Sense-Philosophie propagierten Intuitionismus entgegen und ebnete dem System-Gedanken des Deutschen Idealismus den Weg.

##### Aufschwung und Ende der idealistischen Bewegung
Im letzten Viertel des 19. Jahrhunderts erlebte der britische Idealismus einen enormen Aufschwung. Er stellte eine Reaktion schottischer und englischer Philosophen auf die gravierenden Umbrüche der viktorianischen Gesellschaft dieser Zeit dar, die sich im Zusammenhang mit der fortschreitenden Industrialisierung zunehmend fragmentarisierte. Zum anderen stellten neue wissenschaftliche Entdeckungen wie vor allem die Darwin’sche Evolutionstheorie traditionelle religiöse Anschauungen in Frage und führten zu einem Aufkommen individualistischer, materialistischer und atomistischer Tendenzen.
Um diesen Krisenerscheinungen entgegenzuwirken, nahmen zunächst Sozialreformer wie Thomas Hill Green (1836–1882) den Deutschen Idealismus in den Blick. Große Bedeutung erlangte das Werk von James Hutchison Stirling (1820–1909), der eine ganze Generation von Schülern in Oxford beeinflusste. 1865 erschien sein Werk The Secret of Hegel, die erste große Studie über Hegel in Großbritannien, die wesentlich zum Aufblühen des Hegelianismus beitrug. Eine wichtige Rolle für die Verbreitung des Hegelianismus spielte auch William Wallace (1843–1897), Nachfolger Greens als Professor für Moralphilosophie in Oxford. Er gab 1874 eine Übersetzung von Hegels Logik heraus, wie sie in dessen Enzyklopädie der philosophischen Wissenschaften enthalten war. 1894 folgte die Übersetzung von Hegels Philosophie des Geistes aus dem dritten Teil der Enzyklopädie.
Edward Caird (1835–1908), Professor für Moralphilosophie an der Universität Glasgow, war sowohl in England als auch in Schottland als Anhänger des britischen absoluten Idealismus einflussreich. Seine gefeierte Arbeit A Critical Account of the Philosophy of Kant erschien 1877 und 1889 in überarbeiteter Auflage in zwei Bänden unter dem Titel The Critical Philosophy of Kant. 1883 veröffentlichte er seine kurze Monographie Hegel, die immer noch als eine der besten Einführungen in das Denken Hegels gilt.
Die letzten Philosophen, die sich vor und parallel zum Durchbruch der Analytischen Philosophie in Großbritannien überwiegend auf die deutsche Tradition bezogen, waren Francis Herbert Bradley (1846–1924) in Oxford, John McTaggart (1866–1925) in Cambridge und Bernard Bosanquet (1848–1923) in Schottland. Wichtige Werke in dieser Tradition sind die Studie Appearance and Reality (1893) von Bradley, die Studies on Hegel’s Dialectic (1886), Studies in Hegelian Cosmology (1901) und Commentary on Hegel’s Logic (1910) von McTaggart und die Introduction to Hegel’s Philosophy of fine Arts (1886) von Bosanquet.
Mit dem Beginn der analytischen Bewegung in Großbritannien, vor allem in Cambridge, zu Beginn des 20. Jahrhunderts verringerte sich dort zunehmend das Interesse am Deutschen Idealismus und erreichte seinen Tiefpunkt zu Beginn des Ersten Weltkriegs.

##### Rezeption in Irland
In Irland war das Studium des Deutschen Idealismus, das sich besonders auf Kant und Hegel konzentrierte, im Unterschied zu anderen europäischen Ländern auf die Universitäten beschränkt. Die Rezeption bezog sich vor allem auf das Verständnis der Texte; eigene neukantianische oder neuhegelianische Schulen wurden dabei nicht gebildet.
Das Zentrum für das Studium des Deutschen Idealismus war das 1592 gegründete Trinity College, die älteste Universität Irlands. Die Philosophie Kants wurde dort in den 1860er Jahren eingeführt und konnte sich schnell verwurzeln. Wesentlich für diese Entwicklung war John Pentlan Mahaffy (1839–1919). In den Jahren 1872 bis 1874 erschien seine 3-bändige Kant-Monographie Kant’s Critical Philosophy for English Readers, die bis heute unter englischsprachigen Studenten noch Verwendung findet.
Zu Beginn des 20. Jahrhunderts war die Periode der Kant-Forschung im Trinity College vorbei; das Interesse wandte sich Hegel zu. Henry Stewart Macran (1867–1937) übersetzte 1912 und 1929 in zwei Bänden den zweiten Teil von Hegels Wissenschaft der Logik (die „subjektive Logik“). Beide Bände waren mit Einleitungen gegen den vorherrschenden Empirismus versehen. Während seiner langen Lehrtätigkeit am Trinity College inspirierte Macran viele andere Hegel-Forscher. Deren bedeutendster, Walter Terence Stace (1886–1967), verfasste 1923 das Werk The Philosophy of Hegel (1923), das noch immer den einzigen umfassenden englischsprachigen Kommentar zum ersten Teil der Enzyklopädie Hegels darstellt. Mit dem Ruhestand Macrans verlor der Deutsche Idealismus am Trinity College schnell an Bedeutung; bereits in den 1930er Jahren nahm das College mit der Fortsetzung der Berkeley-Forschung seine empiristische Tradition wieder auf.

#### Frankreich

##### Frühe Kant-Rezeption
In Frankreich wurde die Philosophie Kants innerhalb eines engen Kreises schon seit ca. 1775 rezipiert (insbesondere seine Dissertatio de mundi sensibilis atque intelligibilis forma et principia). Dabei spielten neben der Universität Straßburg auch die französisch verfassten Veröffentlichungen der Akademie der Wissenschaften zu Berlin eine wichtige Rolle. Seit 1794, dem Sturz Robespierres, stieg das Interesse an der Einführung der Kantischen Philosophie in Frankreich. Ein wichtiges Motiv war dabei, die „authentischen“ Ziele der Aufklärung durch Beseitigung ihrer atheistischen, materialistischen und skeptizistischen Tendenzen zu verwirklichen. Ein wichtiger Repräsentant dieser Bewegung war Louis-Ferdinand Huber (1764–1804). Er veröffentlichte 1796 anonym im Moniteur Universel, der führenden politischen Zeitung während der Revolutionszeit, eine Zusammenfassung der Kantischen Schrift Zum ewigen Frieden, die ein starkes Echo in Frankreich hervorrief.
Im Jahre 1800 veröffentlichte dann Nicolas-Louis François de Neufchâteau (1750–1828) die erste auf Französisch verfasste Anthologie mit Texten Kants, die in zwei Bänden unter dem Titel Conservateur ou recueil de morceaux inédites d’histoire, de politique, de litterature et de philosophie erschien. Eine wichtige Rolle für die französische Kant-Rezeption spielten gegen Ende des 18. Jahrhunderts auch die politisch-philosophischen Zeitschriften Le Magasin encyclopédique, La Décade philosophique und Le Spectateur du Nord.
Mit dem 1801 veröffentlichten Werk Philosophie de Kant, ou principes fondamentaux de la philosophie transcendantale von Charles de Villers (1765–1815), Mitarbeiter der Zeitschrift Le Spectateur du Nord, änderte sich die Rezeption Kants in Frankreich grundlegend. Villers distanzierte darin erstmals von der in Frankreich vorherrschenden Tradition des Empirismus Lockes und Sensualismus Condillacs und setzte dieser die Kantische Erkenntnistheorie entgegen.

##### Victor Cousin und die Verbreitung des Deutschen Idealismus
Von großer Bedeutung für die Verbreitung des Deutschen Idealismus im 19. Jahrhundert war Victor Cousin (1792–1867), der Begründer des modernen französischen Hochschulsystems. Seit 1815 hielt er seine philosophischen Vorlesungen über die Philosophie des Deutschen Idealismus an der Sorbonne. Er war zunächst stark von der Fichte’schen Idee einer Wissenschaft der Wissenschaften, danach von der Naturphilosophie Schellings beeinflusst. In den 1820er Jahren lenkte er seine Aufmerksamkeit insbesondere auf Hegel, den er mehrmals persönlich in Berlin traf und mit dem er in einem Briefwechsel stand. Einflussreich wurden Cousins 1827 erschienene Übersetzung von Wilhelm Gottlieb Tennemanns Grundriss der Geschichte der Philosophie (1820), sein Cours d’histoire de la philosophie moderne (1841), seine Leçons de philosophie sur Kant (1842), und seine Histoire generale de la philosophie (1864).
Unter dem Einfluss Cousins beschäftigte man sich seit Mitte der 1830er Jahre an den französischen Universitäten verstärkt mit der deutschen Sprache und übersetzte viele Klassiker des Deutschen Idealismus ins Französische. Wichtige Stationen waren die Übersetzung von Kants Kritik der Urteilskraft und Kritik der praktischen Vernunft von Jules Barni (1818–1878), Fichtes Anweisung zum seligen Leben von Francisque Bouillier (1813–1899), Schellings System des transzendentalen Idealismus und Fichtes Grundlage der Wissenschaftslehre von Paul Grimblot, Hegels Enzyklopädie von Augusto Vera (1813–1885), Fichtes Bestimmung des Gelehrten von Michel Nicolas (1810–1866) und Kants Kritik der reinen Vernunft von Claude Joseph Tissot (1801–1876).
Die Philosophie Hegels wurde vor allem durch die Arbeiten von Joseph Willm (1790–1853), Sur la philosophie de Hegel (1835), Auguste Ott (Hegel et la philosophie allemande) und Louis Prévost (Hegel, exposition de sa doctrine, 1844) einem breiten Publikum zugänglich gemacht. Diese wurden ergänzt durch die Werke des nach Frankreich emigrierten italienischen Philosophen Augusto Vera. 1855 erschien seine Introduction a la philosophie de Hegel, 1859–1878 neun Bände mit Kommentaren und Übersetzungen der Hegelschen Enzyklopädie und seiner Vorlesungen über Religionsphilosophie.
Schellings Werke wurden dagegen im 19. Jahrhundert nur fragmentarisch übersetzt, so beispielsweise 1842 das System des transzendentalen Idealismus durch Paul Grimblot. Einer der bedeutendsten Wegbereiter der Rezeption Schellings wurde Jean-Gaspard-Félix Ravaisson (1813–1900), der selbst bei Schelling in München studiert hatte. Die Naturphilosophie Schellings diente ihm als ein Modell, das er dem positivistischen Naturverständnis entgegensetzen konnte.
Der Philosophie Fichtes verhalf die 1847 von Joseph Willm veröffentlichte Geschichte der Philosophie (Histoire de La Philosophie Allemand) zum Durchbruch, die vor allem Fichte gewidmet war.

##### Die Rezeption Hegels im 19. und 20. Jahrhundert
In der zweiten Hälfte des 19. Jahrhunderts hatte sich das Interesse an Hegel von seiner theoretischen Philosophie zu seiner politischen Theorie und Rechtsphilosophie hin verschoben. Während dann die Rezeption Hegels zu Beginn des 20. Jahrhunderts vernachlässigt wurde, erfuhr sie mit der 1931 erschienenen Hegel-Studie von Jean Wahl (1888–1974), Le Malheur de la conscience dans la philosophie de Hegel, einen neuen Impuls. Wahl zeigte darin die existentialistischen Dimensionen der Phänomenologie des Geistes auf. In den Jahren 1939–1941 übersetzte Jean Hyppolite (1907–1968) die Phänomenologie des Geistes, womit sich in Frankreich das Interesse endgültig auf dieses Werk konzentrierte. Es folgte nun eine Hegel-Renaissance, die bald auch den Existenzialismus beeinflussen sollte. Von großer Bedeutung waren dabei die 1933–1939 von Alexandre Kojève (1902–1968) an der École des Hautes Études gehaltenen Vorlesungen über die Phänomenologie des Geistes, die sich stark auf die „Herr-Knecht-Dialektik“ konzentrierten. Der Auslöser dieser Dialektik sei in der Hegelschen Philosophie die Angst vor dem Tod, womit in ihr die existentialistischen Debatten bei Jaspers und Heidegger schon grundgelegt seien.
Kojèves Vorlesungen beeinflussten in der Nachkriegszeit Denken und Werk vieler französischer Intellektueller wie etwa Jean-Paul Sartres (1905–1980) L’Etre et le Néant (1943). Bedeutend wurde auch der 1946 unter dem Titel Genèse et Structure de la Phénoménologie de l’esprit erschienene Kommentar zur Phänomenologie des Geistes von Jean Hyppolite, der die historisch-anthropologischen Aspekte der Phänomenologie betonte. 1941 übersetzte sein Schüler André Kaan (1906–1971) Hegels Rechtsphilosophie. Ende der 1940er Jahre legte Vladimir Jankélévitch (1904–1985) eine Übersetzung der Wissenschaft der Logik vor. Jean Gibelin beendete Ende der 1950er Jahre die Übersetzung von Hegels Geschichte der Philosophie sowie fast aller Hegelschen Vorlesungen.

#### Italien

##### Frühe Kant-Rezeption
Die frühe italienische Kant-Rezeption war stark von der in Frankreich geprägt. Die Werke Kants wurden dabei lange Zeit über die 1796–1798 veröffentlichte lateinische Übersetzung Immanuelis Kantii opera ad philosophiam criticam vermittelt; die erste italienische Übersetzung eines Werkes von Kant, der Kritik der reinen Vernunft erfolgte erst in den Jahren 1820–1822 von Vincenzo Mantovani (1773–1832).
Francesco Soave (1743–1806) machte in seinem Werk La filosofia di Kant esposta ed esaminata (1803), in dem er sich vor allem gegen die Gefahr eines vermeintlichen Skeptizismus, Atheismus und Egoismus bei Kant wandte, als erster dessen Philosophie in Italien bekannt. Ein weiterer früher Rezipient der Kantischen Philosophie war Pasquale Galluppi (1770–1846). In seinem „Philosophischen Essay über die Erkenntniskritik“ (Saggio filosofico sulla critica della conoscenza, 1819) und den „Philosophischen Briefen“ (Lettere filosofiche su le vicende della filosofia relativamente a’ principii delle conoscenze umane da Cartesio sino a Kant inclusivamente, 1827) kritisierte er die theoretische Philosophie Kant als dogmatisch und skeptizistisch. Diese Kritik erweiterte er in seinen „Philosophischen Betrachtungen über den transzendentalen Idealismus und den absoluten Rationalismus“ (Considerazioni filosofiche sull’idealismo trascendentale e sul razionalismo assoluto) von 1839, wo er vor den „nihilistische Folgen“ der Kantischen Transzendentalphilosophie warnte. In der kritisch geführten Kant-Debatte dieser Jahre nahm der neapolitanische Mathematiker Ottavio Colecchi (1773–1847) Kant in Schutz. Insbesondere dessen Ethik galt ihm als die höchste Leistung der modernen Philosophie.

##### Frühe Hegel-Rezeption
Bertrando Spaventa (1817–1883) leitete in der zweiten Hälfte des 19. Jahrhunderts auf dem Wege eines Vergleichs zwischen der deutschen und italienischen philosophischen Tradition eine umfassendere Rezeption des Deutschen Idealismus in Italien ein. In der so genannten „Kreise-These“, die er bereits in seinen „Studien über die Philosophie Hegels“ (Studi sulla filosofia di Hegel) formuliert hatte, vertrat er die Ansicht, dass die italienischen Philosophen der Renaissance (Bruno, Vanini, Campanella und Vico) den Beginn der modernen Zeit bestimmt hatten. Danach habe sich das Zentrum der Philosophie mit Spinoza, Leibniz, Kant, Fichte, Schelling und Hegel für einige Zeit nach Deutschland verlagert, um mit den Philosophen des Risorgimento (Rosmini, Gioberti) wieder nach Italien zurückzukehren. Hier habe sich der Kreis der modernen Philosophie wieder geschlossen.
Im Zentrum von Spaventas Interesse stand zunächst die Philosophie Hegels, insbesondere die Phänomenologie des Geistes und die Logik. In seinem Werk „Die ersten Kategorien der Hegelschen Logik“ (Le prime categorie della logica di Hegel, 1864) bestimmte er die Phänomenologie des Geistes als die notwendige Bedingung für den Zugang zum Hegelschen System. Eine allmähliche Annäherung an die Philosophie Fichtes erfolgte in „Logik und Metaphysik“ (Logica e metafisica, 1867), wo er Hegels Logik im Sinne der Subjekt-Philosophie Fichtes umarbeitete.
Ein weiterer wichtiger früher Hegel-Rezipient in Italien war Augusto Vera (1813–1885). Nach einer Karriere als Verbreiter und Übersetzer der Philosophie Hegels in Frankreich, England und Belgien wurde er 1862 an die Universität Neapel berufen, um dort den Lehrstuhl für Geschichte der Philosophie zu übernehmen. Hier widmete er sich der systematischen Interpretation und Kommentierung der Philosophie Hegels, wobei er sich vor allem auf dessen Enzyklopädie konzentrierte, die für ihn die systematische Einheit und den Wert der Hegelschen Philosophie überhaupt ausmachte.
Daneben sind als frühe italienische Hegel-Rezipienten noch Francesco De Sanctis (1817–1883), Antonio Tari (1809–1884) und Marianna Florenzi Waddington (1802–1870) zu nennen. Francesco De Sanctis bezog sich in seinem 1858 verfassten Werk Critica del principio dell’estetica hegeliana vor allem auf ästhetische Positionen Hegels, Antonio Tari und Marianna Florenzi Waddington vor allem auf dessen Religionsphilosophie.
In den 1870er Jahren wurde die Philosophie Hegels in Italien zunehmend durch den aufkommenden Positivismus und den Neokantianismus (Neokantismo) verdrängt. Eine Ausnahme bildete Antonio Labriola (1843–1904), der erste Verbreiter des Marxismus in Italien, der die Hegelsche Philosophie noch gegen die aufkommenden neuen Strömungen verteidigte.

##### Neokantianismus und Neoidealismus
Der italienische Neokantianismus (Neokantismo) ging zunächst von den Schülern Spaventas aus, die stark vom Positivismus beeinflusst waren. Francesco Fiorentino (1834–1884) versuchte in den letzten Jahren seiner Tätigkeit eine Synthese zwischen Positivismus und Idealismus. Felice Tocco (1845–1911) konzentrierte sich vor allem auf die naturphilosophischen Beiträge Kants sowie auf die Bedeutung der Kritik der reinen Vernunft für die Naturwissenschaften. Filippo Masci (1844–1892) versuchte die von Kant postulierte subjektive Apriorität der Erkenntnisformen mit der Objektivität der Erfahrung in Einklang zu bringen.
Von großer Bedeutung war in der ersten Hälfte des 20. Jahrhunderts die Interpretation Kants und des Neukantianismus durch den italienischen Neoidealismus mit Benedetto Croce (1866–1952) und Giovanni Gentile (1875–1944). Beide wurden aber vor allem bekannt für ihre Renaissance der Philosophie Hegels. Gemeinsam gaben sie 1903–1925 die Zeitschrift La Critica als Organ der Verbreitung des Neoidealismus heraus. Zum Bruch zwischen ihnen kam es unter der faschistischen Regierung, wo Gentile zum offiziellen kulturellen Exponenten des Regimes wurde, Croce hingegen zum Symbol des italienischen Antifaschismus.
Für Benedetto Croce, der zunächst unter dem Einfluss seines Lehrers Labriola zum Marxschen historischen Materialismus tendiert hatte, war eines der größten Verdienste der Philosophie Hegels die methodologische Begründung der Autonomie der Philosophie in der Logik. Zentrale Bedeutung erlangte für ihn der Hegelsche Gedanke von der Identität von Geschichte und Philosophie, weshalb seine Philosophie auch als „Historismus“ (storicismo) bezeichnet wurde.
Giovanni Gentile widmete sich nach einer ersten Auseinandersetzung mit dem Marxismus gemeinsam mit Croce der Widerlegung des Positivismus. Er sah in der Hegelschen Philosophie die Verwirklichung einer Metaphysik des Geistes, wie sie von Kant intendiert, aber nicht realisiert worden sei. Gentile nannte seine eigene systematische Philosophie „Aktualismus“. Dieser sollte ein Programm der Reform der Hegelschen Dialektik sein, durch welche die erstarrten Hegelschen Kategorien wieder belebt werden.

##### Nach dem Zweiten Weltkrieg
Nach 1945 verlor der Neoidealismus in Italien allmählich an Einfluss und wurde durch eine hegelkritische Strömung abgelöst, die stark an Fichtes Philosophie der Freiheit orientiert war. Als Initiator dieser Strömung gilt Luigi Pareyson (1918–1991), der durch den Existentialismus geprägt war und der Forschung zu Kant, Fichte und Schelling starke Impulse gab. In seinem Werk Fichte. Il sistema della libertà (1950) kritisierte er auf Grundlage von Fichte die Hegelsche Geschichtskonzeption. Daneben ist Antonio Massolo (1911–1966) zu nennen, der sich vor allem für das Verhältnis von Fichte zu Kant interessierte (Fichte e la filosofia, 1948).

#### Spanien

##### Frühe Kant-Rezeption bis zum spanischen Neukantianismus
Wie in Italien kamen auch in Spanien die ersten Nachrichten über Kant und die Transzendentalphilosophie von französischen Rezipienten. Zu den wichtigsten Quellen für die Auseinandersetzung mit der deutschen Philosophie wurden die historisch-philosophischen Darstellungen Victor Cousins (Cours de l’histoire de la philosophie moderne, 1841) und seiner Schüler (z. B. Joseph Willms Histoire de la philosophie allemande depuis Kant jusqu’à Hegel, 1846–1849).
Zu einem der einflussreichsten spanischen Philosophen des 19. Jahrhunderts wurde Jaime Balmes (1810–1848). In seinen Cartas a un escéptico en matéria de religión (Briefe an einen Skeptiker, 1841) und seinen Filosofía Fundamental (1846) machte er Grundelelemente der theoretischen Kantischen Philosophie in den 1840er Jahren breiter bekannt, wobei er allerdings Kants Idealismus im Namen einer Common-Sense-Philosophie kritisierte. Als weitere wichtige spanische Kant-Rezipienten dieser Zeit gelten José María Rey y Heredia (1818–1861), Teoría Transcendental de las Cantidades Imaginarias (1855), Nicolás Salmerón (1838–1908), La Filosofia Novísima en Alemania (1866), Don Patricio de Azcarte (180–1866), Esposición histórico-crítica de los Sistemas Filosóficos Modernos (1861) und Zeferino Gonzalez (1831–1894), Bischof von Córdoba, Historia de la filosofia (1879).
Seit den 1870er Jahren wurde Kant unter dem Einfluss des deutschen Neukantianismus in neuer Sicht studiert. Der bekannteste Neukantianer in Spanien wurde José del Perojo y Figueras (1850–1908), ein Schüler von Kuno Fischer. Zu seinen wichtigsten Werken gehören die 1875 veröffentlichten Ensayos sobre el Movimiento intelectual en Alemania (Beiträge über die intellektuelle Bewegung in Deutschland), Kant y los filosófos contemporáneos (Schopenhauer und Kant und die gegenwärtigen Philosophen) sowie vor allem El Objeto de la filosophia en nuestros tiempos (Der Gegenstand der Philosophie in unseren Zeiten). Mit diesem Werk sollte unter Einbeziehung der theoretischen Philosophie Kants das philosophische Denken mit dem positiven wissenschaftlichen Denken versöhnt werden. Perojo begründete darüber hinaus im Jahre 1875 die Zeitschrift Revista Contemporánea, die zu einem wichtigen Medium der Verbreitung des Neukantianismus und Positivismus in Spanien wurde. 1883 veröffentlichte er die erste spanische Übersetzung der Kritik der reinen Vernunft aus dem Deutschen.

##### Der Krausismus
Die weitere Entwicklung des Idealismus in Spanien wurde durch die Rezeption des deutschen Philosophen Karl Christian Friedrich Krause (1781–1832) vorangetrieben. Krause vertrat einen pantheistisch ausgerichteten Idealismus; als der letzte Beweggrund der Geschichte galt ihm die moralische Perfektion der Menschheit bis hin zur Gottähnlichkeit.
Der wichtigste spanische Rezipient der Philosophie Krauses war Julian Sanz del Rio (1814–1869), der diese während seiner Studienzeit in Heidelberg kennen gelernt hatte. Nach seiner Rückkehr nach Spanien widmete sich Sanz del Rio intensiv dem Studium und der Übersetzung der Werke Krauses und sammelte eine erste Gruppe von „Krausistas“ um sich. Seit 1854 hatte Sanz del Rio den Lehrstuhl für Geschichte der Philosophie an der Zentraluniversität von Madrid inne und konnte so seine Weltanschauung sowohl durch seine Vorlesungen als auch durch die vielen von ihm in der Revista Española de Ambos Mundos und der Gazeta de Madrid veröffentlichten Artikel weiter verbreiten.
Der Krausismus (Krausismo) erneuerte die spanische Kultur des 19. Jahrhunderts, die zu dieser Zeit noch vorwiegend der Scholastik anhing. Ab 1869 wurde er zu einer politisch liberal orientierten Bewegung. Einen ersten Höhepunkt erreichte der Krausismus in den Jahren der ersten spanischen Republik (1873–1874), als Krausisten zusammen mit Hegelianern die wichtigsten Staatsämter innehatten, wie etwa Francisco Giner de los Ríos (1839–1915), Nicolás Salmerón y Alonso (1837–1908) und Gumersindo de Azcarate y Menendez (1840–1917). Sie begründeten nach dem Fall der Republik die Institución Libre de Enseñanza, eine private freie Hochschule, die eine wichtige Rolle für die Bildung der späteren Generationen spanischer Intellektueller spielte.
Mit dem Aufkommen des Positivismus in Spanien im letzten Viertel des 19. Jahrhunderts verschmolz der Krausismus mit diesem zum so genannten Krausopositivismo. Sein wesentliches Merkmal war die Verbindung von Erfahrung und Spekulation. Der krausistische Positivismus spielte vor allem bei der Einführung der Sozialwissenschaften in Spanien eine wichtige Rolle. Der erste Anhänger dieser neuen Strömung war Nicolás Salmerón, der den Krausopositivismo auf den Bereich der physiologischen Psychologie anwandte. Weitere herausragende Vertreter sind Urbano González Serrano (1848–1904) und Julián Besteiro y Fernandez (1870–1940).

##### Die Rezeption der Hegelschen Rechtsphilosophie
Wie die Kenntnis Kants speiste sich in Spanien auch die Kenntnis von Hegel aus der französischen Cousin-Schule. Die Hegelsche Philosophie konnte sich dabei hauptsächlich innerhalb der Sphäre des Rechts, teilweise auch in der Betrachtung der spanischen Geschichte durchsetzen.
Eine erste große Aufmerksamkeit erregte die Hegelsche Philosophie durch José Contero y Ramirez (1791–1857), der sie in den Jahren 1851–1857, gestützt auf die Werke von Joseph Willms, an der Universität von Sevilla vorstellte. Es etablierte sich dort eine mündliche Tradition der Kommentierung der Hegelschen Rechtsphilosophie. Conteros Schüler Diego Alvarez de Gonzalez (1826–1865) griff die Hegelsche Dialektik auf, die er sowohl auf das Recht als auch auf die Interpretation der Geschichte Spaniens anwendete. Ein weiterer Vertreter der Philosophie Hegels in Sevilla war der radikale Republikaner Francisco Escudero y Perosso (1828–1874). Zu einem der wichtigsten Verbreiter der Hegelschen Philosophie wurde sein Schüler Antonio Benitez de Lugo (1841–1897), der sie in seinen Werken auf den Gebieten der Geschichte und des Rechts kohärent weiterentwickelte.
Nach dem Fall der Republik wurden einige Hegelianer im Dienste der Restauration tätig, so vor allem Antonio Maria Fabie y Escudero (1834–1899) und Rafael Montoro y Valdes (1852–1833), die letzten bedeutenden Vertreter des spanischen Hegelianismus im 19. Jahrhundert. Escudero erklärte in seiner gegen den Positivismus gerichteten Analyse des Materialismus (Examen del materialismo moderno, 1875), inwiefern der absolute Idealismus Hegels für das Christentum unverzichtbar sei. In seiner Schrift zum Zustand der Rechtslehre (Estado actual de la ciencia del derecho, 1879) entwickelte er seine hegelianische Rechtsphilosophie anhand einer Analyse der Familie und des Staates, die er als untergeordnete Bestimmungen der absoluten Idee ansah.

## Wichtigste Werke
| 1781    | Kant (1724–1804): Kritik der reinen Vernunft                                                               |
| 1787    | Friedrich Jacobi (1743–1810): David Hume über den Glauben, oder Idealismus und Realismus                   |
| 1790    | Kant: Kritik der Urteilskraft                                                                              |
| 1790    | Salomon Maimon (1753–1800): Versuch über die Transscendentalphilosophie                                    |
| 1791    | Karl Leonhard Reinhold (1757–1823): Ueber das Fundament des philosophischen Wissens                        |
| 1792    | Gottlob Ernst Schulze (1761–1833): Aenesidemus                                                             |
| 1794    | Fichte (1762–1814): Grundlage der gesamten Wissenschaftslehre                                              |
| 1795    | Schelling (1775–1854): Vom Ich als Prinzip der Philosophie oder über das Unbedingte im menschlichen Wissen |
| 1795    | Schelling: Briefe über Dogmatismus und Kritizismus                                                         |
| 1797    | Fichte: Grundlagen des Naturrechts nach Prinzipien der Wissenschaftslehre                                  |
| 1797    | Schelling: Ideen zu einer Philosophie der Natur                                                            |
| 1798    | Fichte: System der Sittenlehre                                                                             |
| 1799    | Schelling: Erster Entwurf zu einem System der Naturphilosophie                                             |
| 1800    | Schelling: System des transzendentalen Idealismus                                                          |
| 1801    | Hegel (1770–1831): Die Differenz des Fichteschen und Schellingschen Systems der Philosophie                |
| 1807    | Hegel: Phänomenologie des Geistes                                                                          |
| 1809    | Schelling: Philosophische Untersuchungen über das Wesen der menschlichen Freiheit                          |
| 1812–16 | Hegel: Wissenschaft der Logik                                                                              |
| 1817    | Hegel: Enzyklopädie der philosophischen Wissenschaften                                                     |
| 1820    | Hegel: Grundlinien der Philosophie des Rechts                                                              |